# Tabor metra w Paryżu

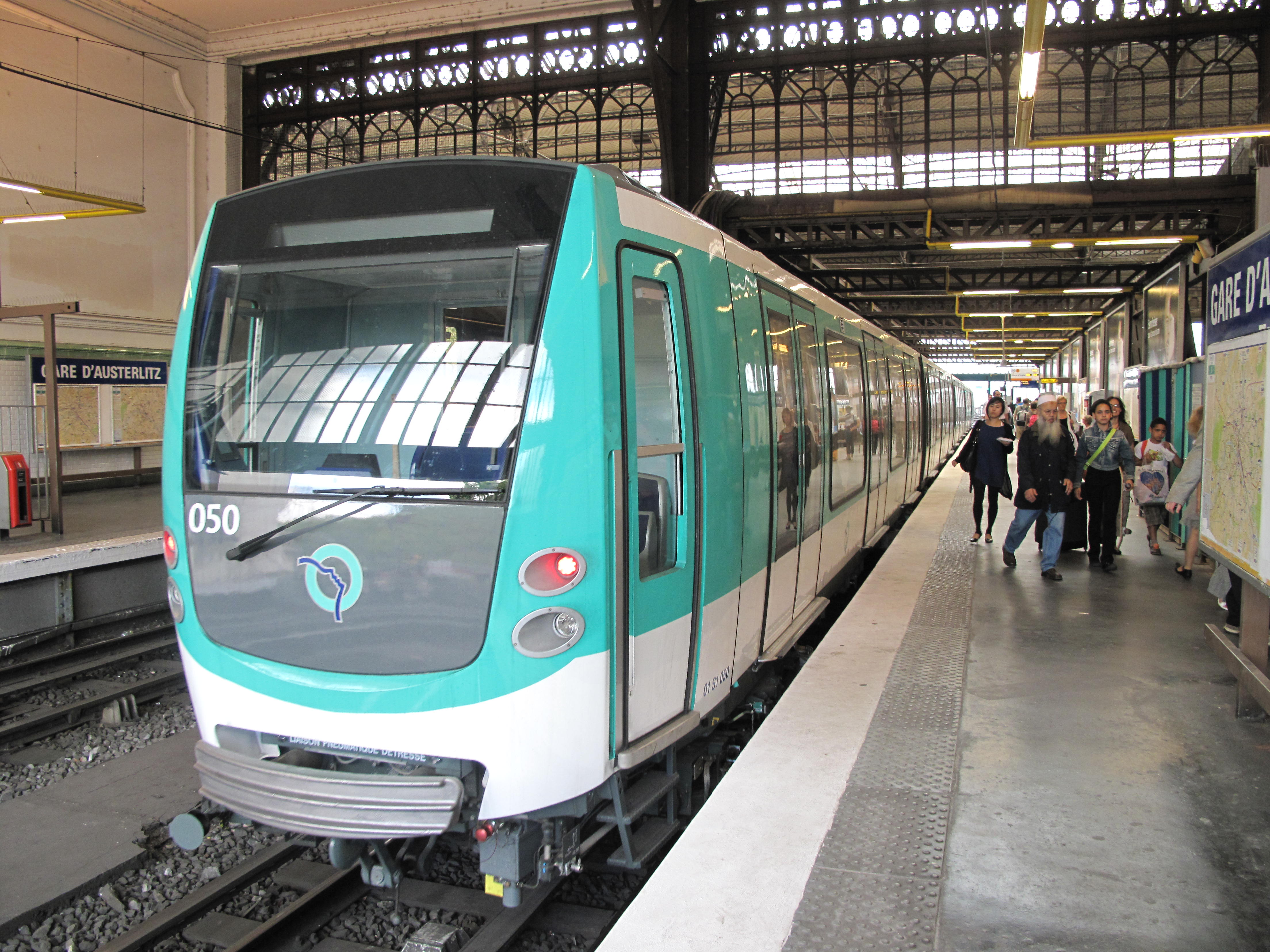
Skład MF 01 na stacji Gare d’Austerlitz.

Tabor metra w Paryżu od momentu uruchomienia pierwszej linii (Porte de Vincennes – Porte Maillot) 19 lipca 1900 r. wielokrotnie ewoluował. W 2015 r. po paryskiej sieci kursuje osiem typów składów, cztery ogumione (oznaczone skrótem „MP” od matériel sur pneumatiques, tabor na oponach) i cztery konwencjonalne (oznaczone skrótem „MF” od matériel sur fer, tabor na żelaznych kołach). Od powstania RATP w 1949 r. liczba, która występuje za tym skrótem oznacza na ogół rok zaprojektowania pociągu.

## Historia

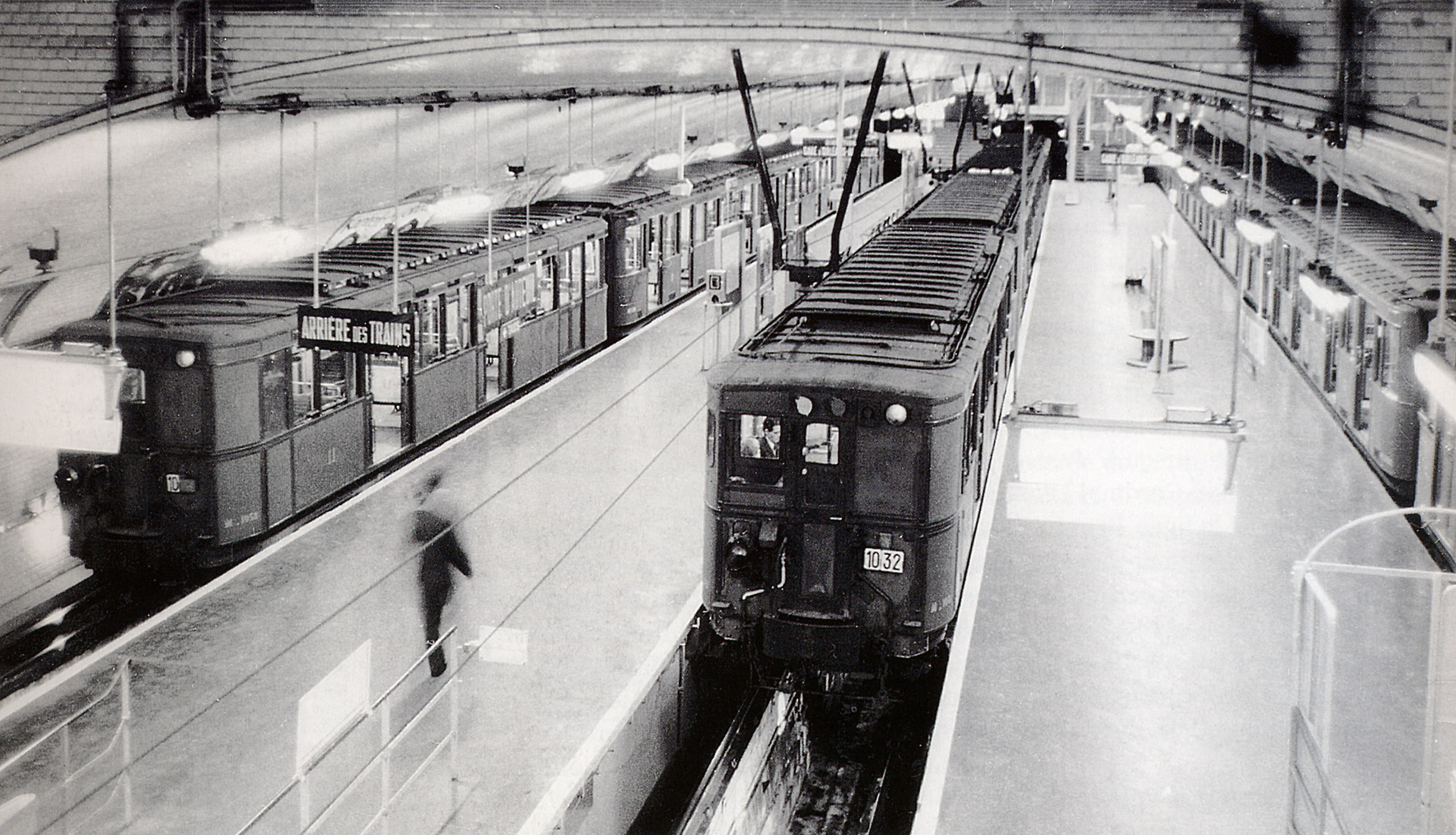
3 pociągi Sprague-Thomson na 10 na stacji Porte d’Auteuil, około 1970 r.

Początkowo tabor metra jest wzorowany na tramwajach, które podziemna kolej zastępuje – krótkie drewniane pudła, lekkie materiały, użycie osi zamiast wózków. W 1908 r. ów tabor zostaje zastąpiony przez składy Sprague-Thomson, które są lepiej dostosowane do potrzeb paryskiego metra dzięki długim metalowym pudłom i mocnym, zdalnie sterowanym wagonom motorowym. Z braku środków finansowych składy tego typu będą kursować aż do lat 70. Od lat 50. zarządca sieci wprowadza tabor coraz lepiej dostosowany do trudnych warunków paryskiego metra, stawiając na maksymalne wykorzystanie skrajni, pojemniejsze pociągi jednoprzestrzenne, lepsze przyspieszenie dzięki oryginalnej technologii metra ogumionego czy obrotowe osie zamiast wózków nieprzystosowanych do krętych tras. W tym okresie część linii otrzymuje trakcję ogumioną którą obsługują trzy duże serie składów: MP 55, MP 59 i MP 73. Na pozostałych liniach jest jednak zapotrzebowanie na tabor tradycyjny, które zaspokajają dostawy składów MF 67 o polepszonej konstrukcji wózków i zawieszenia oraz mocniejsze i szybsze MF 77 do obsługi przedmieść. Od lat 80. prowadzone są testy nowych technologii w prototypowym pociągu BOA, którego rozwinięciem będzie krótka seria MF 88, a następnie ulepszony MP 89. W 1998 r. pojawia się pierwszy tabor sterowany automatycznie, bez maszynisty, jako wariant ogumionego MP 89, na którym także będzie bazował wprowadzany od 2008 r. MP 05. Od 2007 r. wyjątkowo liczebny tabor konwencjonalny typu MF 67 jest stopniowo zastępowany przez nową, jednoprzestrzenną serię MF 01.

### Pierwszy tabor

#### M1 i MM1

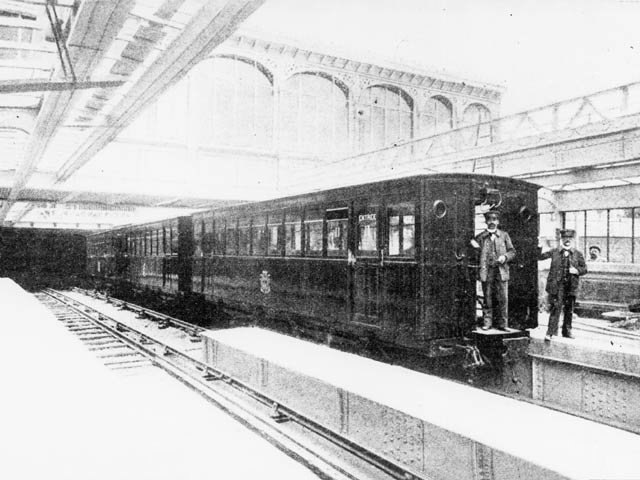
Pociąg serii 100 na stacji Bastille w 1900 r.

W momencie otwarcia w lipcu 1900 r. linia 1 jest obsługiwana taborem zamówionym w 1899 r. w spółkach Ateliers de construction du Nord de la France (wagony silnikowe) i Société Franco-Belge (wagony doczepne). Flota pojazdów składa się wówczas ze 161 wagonów, w tym 34 wagony silnikowe drugiej klasy (numerowane od M1 do M34), 12 wagonów silnikowych o dwóch kabinach sterowniczych (numerowane od MM1 do MM12), 74 wagony doczepne drugiej klasy (B), 31 wagonów doczepnych pierwszej klasy (A) i 10 wagonów doczepnych mieszanych pierwszej i drugiej klasy (AB).
Te pierwsze składy, w dużym stopniu bazowane na tramwajach, które wówczas są jedynym typem miejskich pociągów, które potrafili budować konstruktorzy taboru kolejowego, składają się z bardzo krótkich wagonów (poniżej 9 metrów), których pudła są drewniane i spoczywają na dwóch osiach. Jeden wagon silnikowy wyposażony w dwa silniki o mocy 125 KM, zasilane bocznymi odbierakami z trzeciej szyny, ciągnie do czterech wagonów. Następnie wprowadzona zostaje technologia zdalnego sterowania wagonami silnikowymi, która pozwala wydłużyć składy do 8 wagonów.

#### Sprague-Thomson

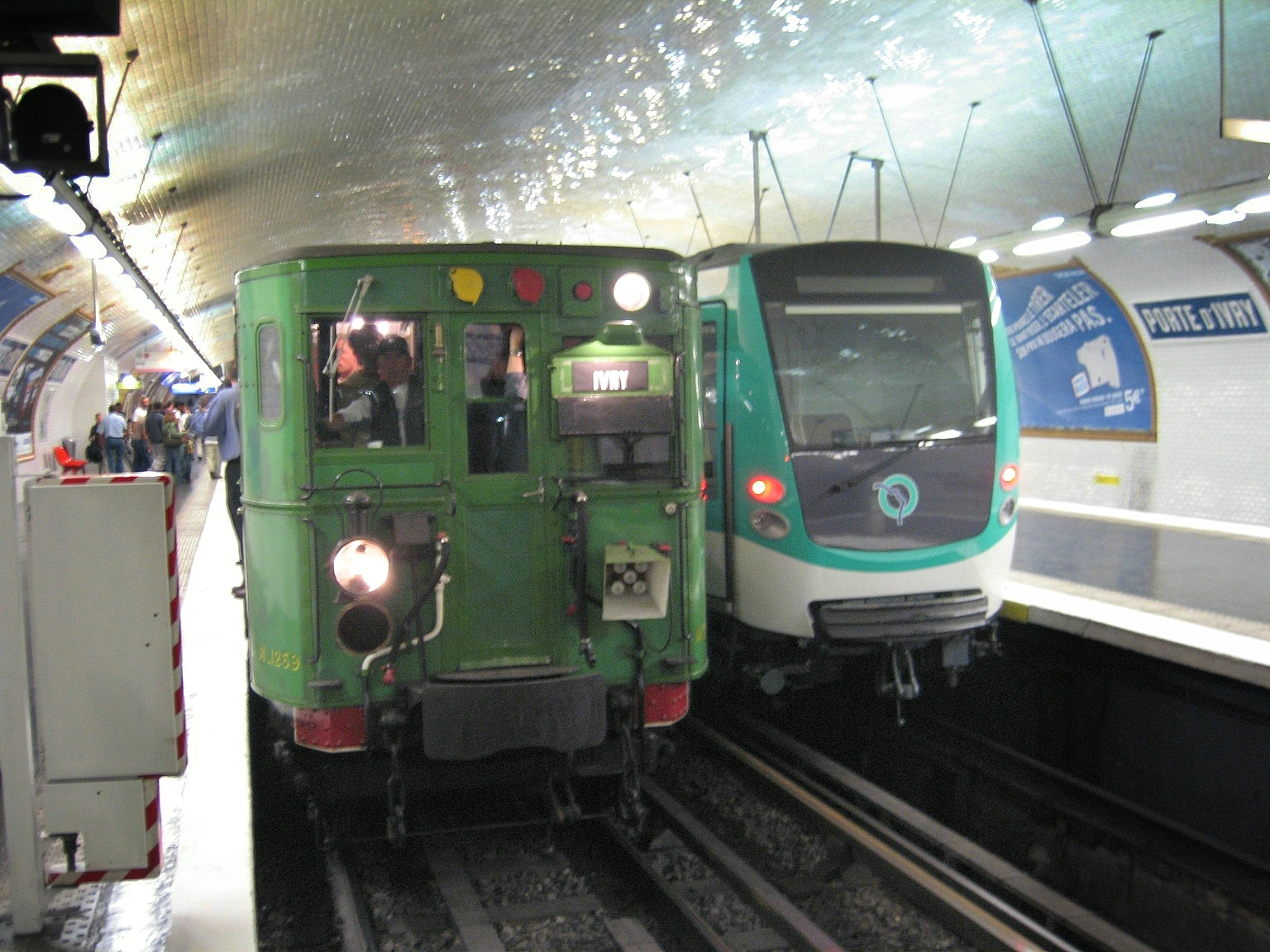
Skład Sprague-Thomson obok pociągu MF 01 na stacji Porte d’Ivry.

Awaryjne obwody elektryczne składów doprowadzają do pożaru i katastrofy na stacji Couronnes w 1903 r., w której zginęły 84 osoby. Skutkiem jest szybkie wycofanie tej serii pociągów. Od 1908 r. zastępują je składy typu Sprague-Thomson (serie 500-600, następnie 800-1000). Będą one wozić trzy pokolenia paryżan – ostatni pociąg tego typu zostanie wycofany z sieci dopiero w 1983 r. Składają się one z wagonów o długości 13,6 m z możliwością zdalnego sterowania wagonów silnikowych. W pociągach tej serii układy elektryczne są zamontowane pod pudłem, a kabina maszynisty jest ograniczona do minimum. Każdy wagon silnikowy posiada cztery silniki o mocy 175 koni. Wagony pierwszej klasy otrzymują czerwone malowanie (żółte na sieci Nord-Sud), drugiej – zielone lub szare.

### Pociągi współczesne

#### Składy członkowane
Po II wojnie światowej najstarsze składy w ruchu pochodzą z 1936 r., a od tego czasu zrealizowano trzy wydłużenia linii i frekwencja na sieci znacznie wzrosła. Wobec tego RATP decyduje się rozwinąć koncepcję składu członkowanego (dającego się rozłączyć, tworząc dwa pociągi), który ma umożliwić dostosowanie podaży do frekwencji, przy jednoczesnym zachowaniu dostatecznej częstotliwości pociągów. Składy mają być skierowane na linię 13, gdzie kursują pociągi 5-wagonowe – na potrzeby składu podzielnego na pół liczba wagonów zostaje zwiększona do 6. Jednocześnie, aby nie zwiększać masy pociągu, pośrednie wózki zostają umieszczone między wagonami. 40 składów tego typu, oznaczonych jako MA 51 (od fr. matériel articulé, tabor członkowany) zostaje dostarczone między 1952 i 1953 r., przy okazji uruchomienia odgałęzienia linii 13 do Carrefour Pleyel. Aż do 1972 r. wieczorami i w niedziele rano na linii 13 pociągi kursują w konfiguracji 3-wagonowej.

#### Metro ogumione

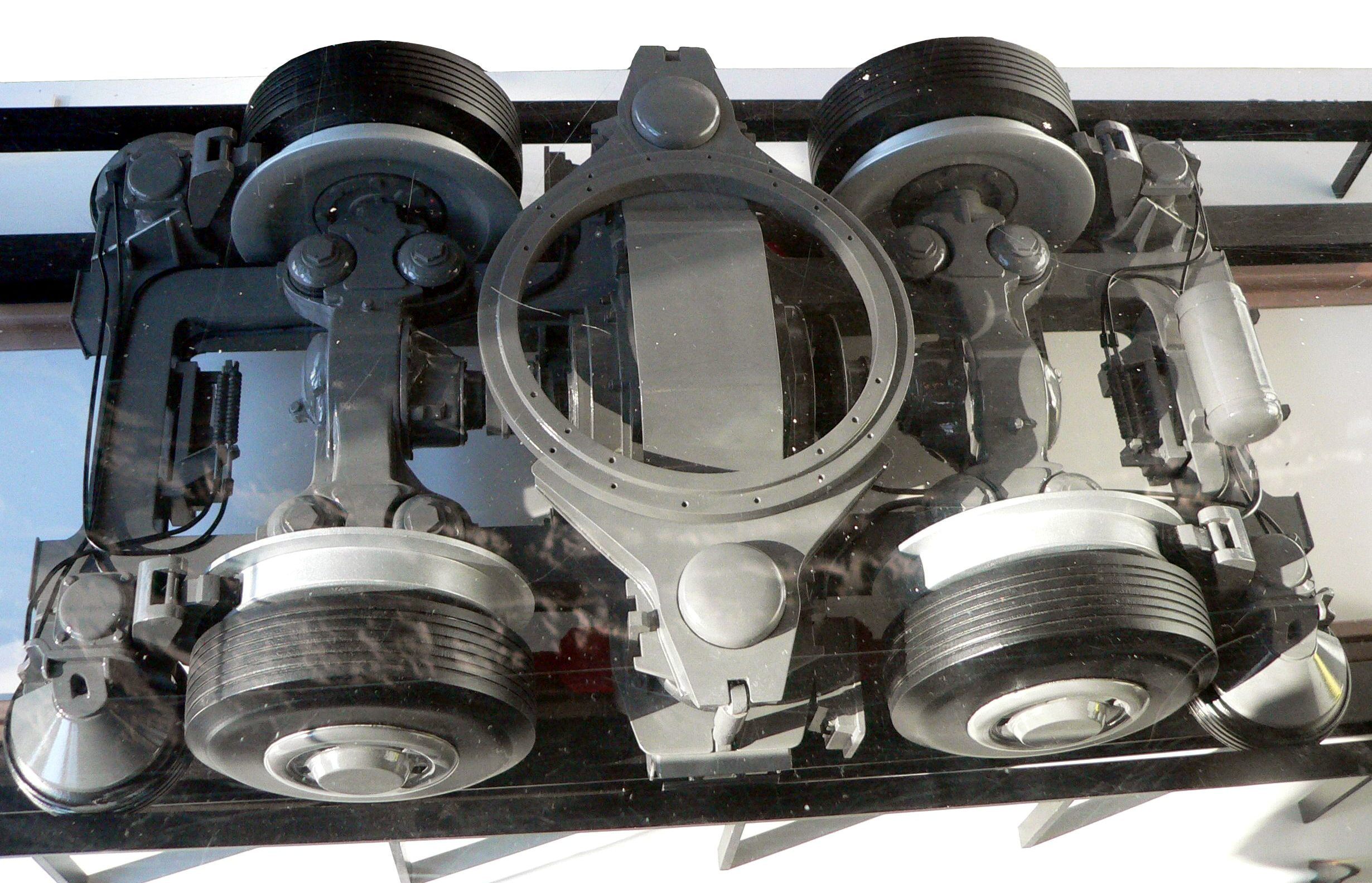
Ogumiony wózek MP 89.

Aby stawić czoła zwiększonej frekwencji po wojnie, RATP chce polepszyć możliwości przyspieszania i hamowania składów. Rozwiązaniem mogłyby być składy złożone w całości z wagonów silnikowych z hamowaniem rekuperacyjnym, jednak jest to wówczas oceniane jako zbyt kosztowne. Zamiast tego opracowane zostaje oryginalne rozwiązanie z użyciem opon – osie pociągów posiadają po wewnętrznej stronie koła żelazne, zaś na zewnątrz koła ogumione. Koła z oponami poruszają się w betonowych prowadnicach, natomiast koła żelazne są zawieszone kilka centymetrów nad szyną, która jest zachowana do przejazdu przez zwrotnice, na wypadek pęknięcia opony oraz dla ruchu konwencjonalnych pociągów.
Prototyp ogumionego wagonu silnikowego (MP 51) jest testowany w latach 1950–1954. Pozytywne rezultaty pociągają za sobą wyposażenie w tę technologię linii 11 od 1956 r. z taborem serii MP 55, a w kolejnych latach także najbardziej obciążonych linii 1 i 4 z pociągami MP 59 oraz linii 6 składami MP 73.

#### MF 67 i MF 77

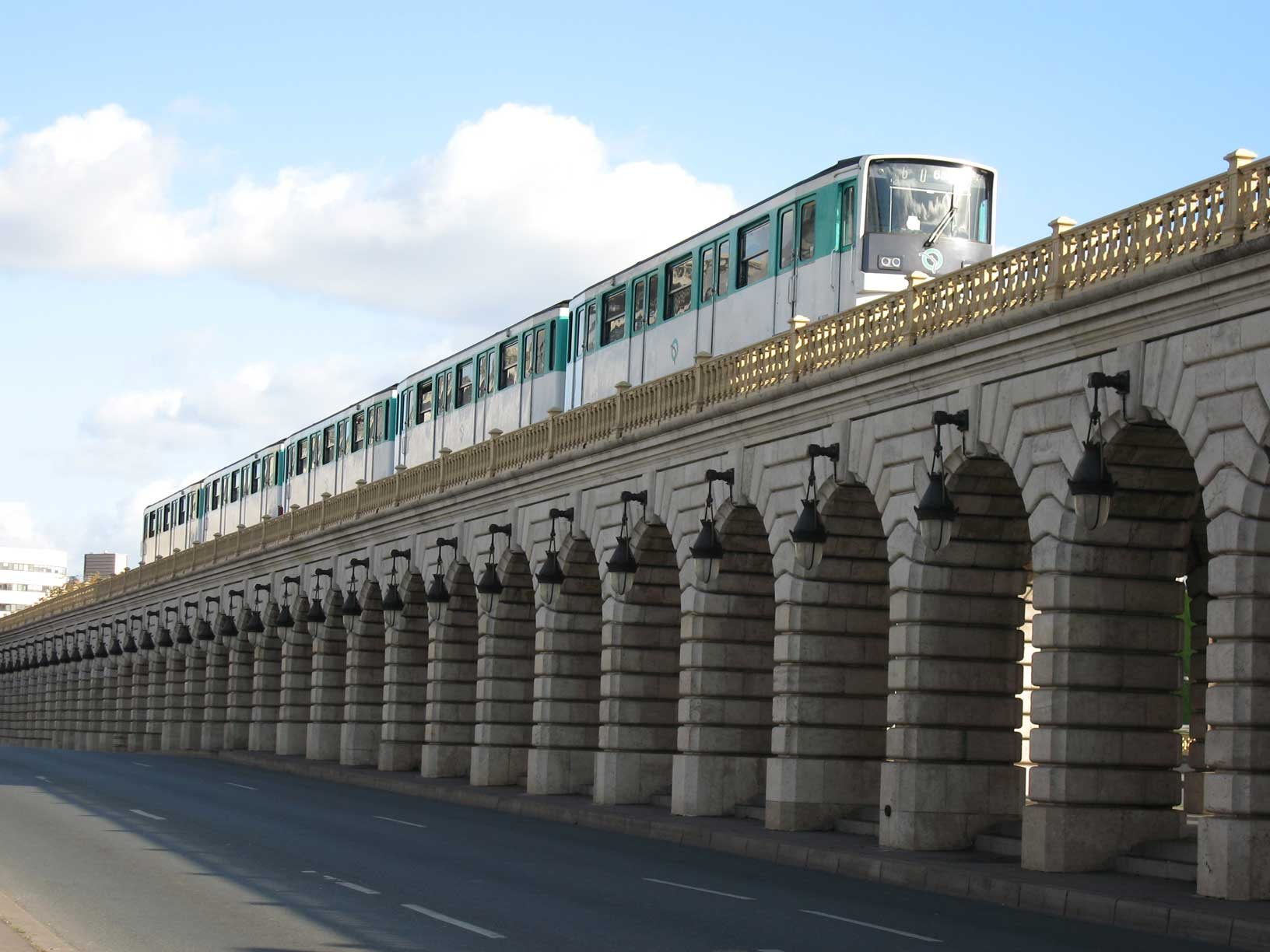
Pociąg MP 73 na linii 6 na wiadukcie Bercy.

Z powodu kosztu i uciążliwości przebudowy na pozostałych liniach technologia ogumiona nie zostaje wprowadzona. W związku z tym zamawiane są na nie masowo (1483 wagony) tabor konwencjonalny typu MF 67 o polepszonej konstrukcji wózków i zawieszenia, który możliwościami dorównuje niemal składom ogumionym. Nowe pociągi trafiają na linie 3, 7, 9, 10 i 13.

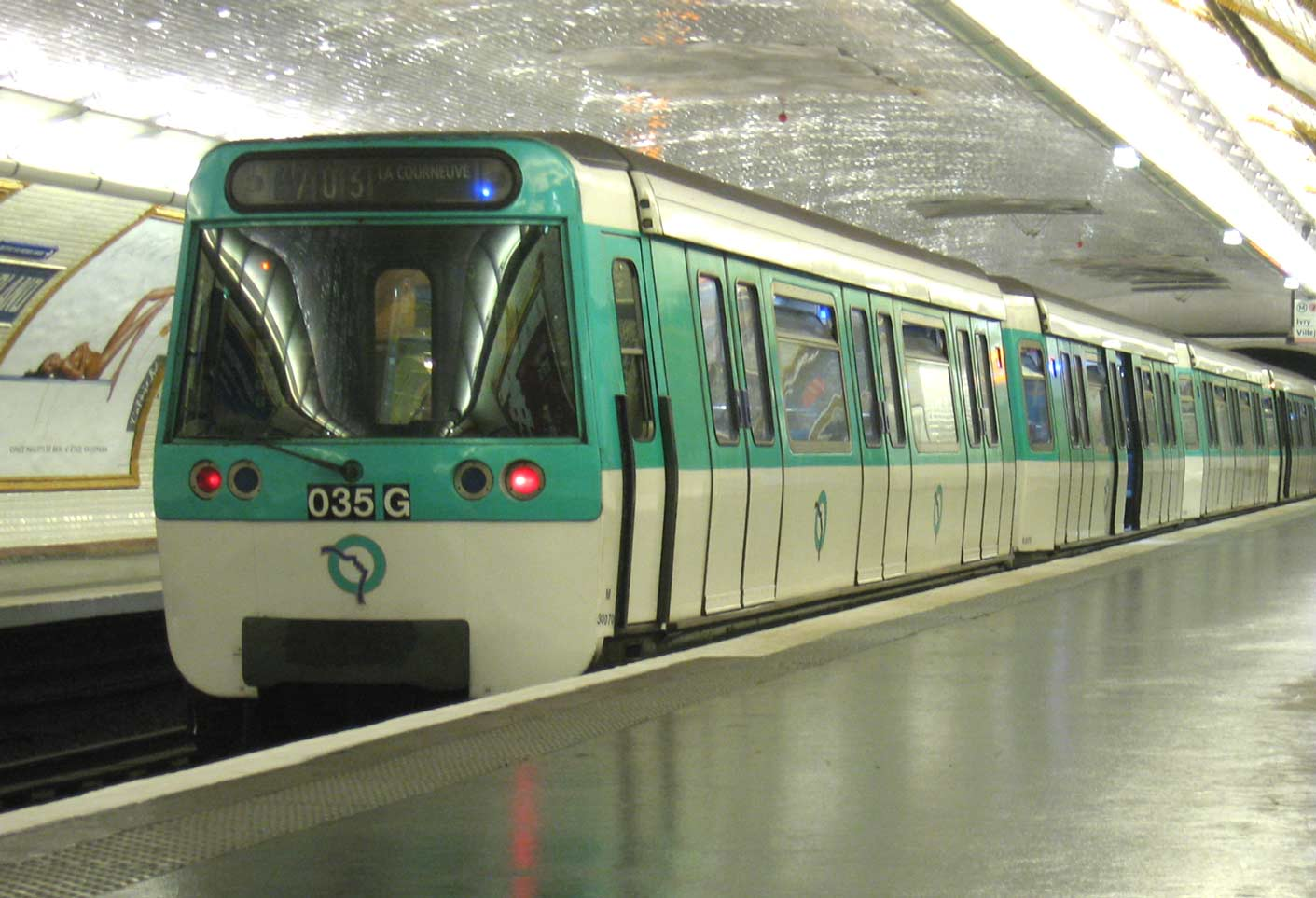
Pociąg typu MF 77 na linii 7 na stacji Sully – Morland.

Do obsługi linii wybiegających daleko na przedmieścia i charakteryzujących się większymi odległościami między stacjami zamówione zostają pociągi serii MF 77, mocne (1500 kW w składzie 5-wagonowym) i osiągające wysoką prędkość maksymalną (100 km/h). Wykończenie składów jest konsultowane z pasażerami w specjalnej ankiecie. Pudła wagonów mają kształt pozwalający maksymalnie wykorzystać skrajnię, by zwiększyć przestrzeń pasażerską. MF 77 trafiają na linie 7, 8 i 13.

#### BOA i jego następcy: MF 88 i MP 89

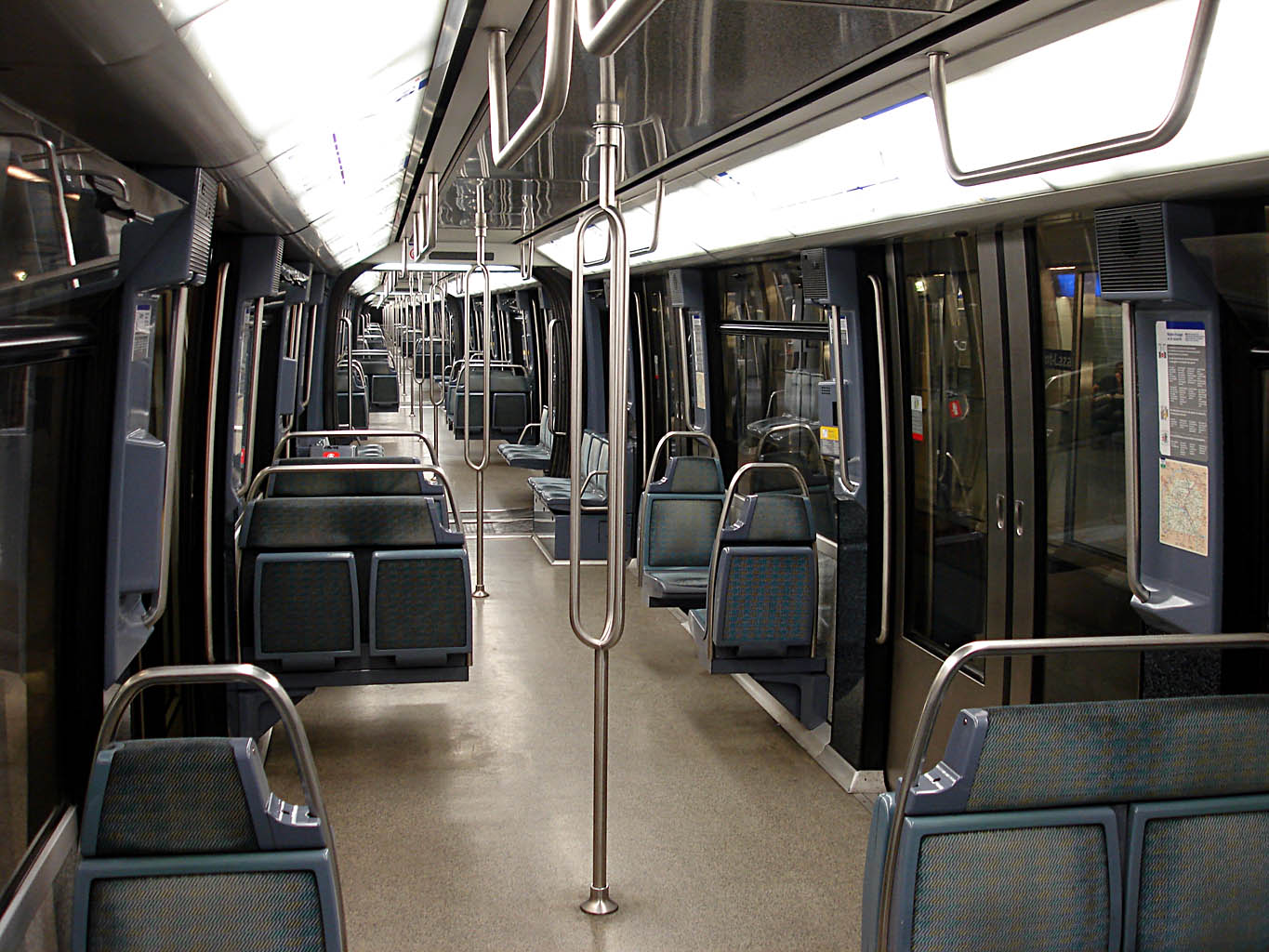
Wnętrze składu MP 89 CA na linii 14.

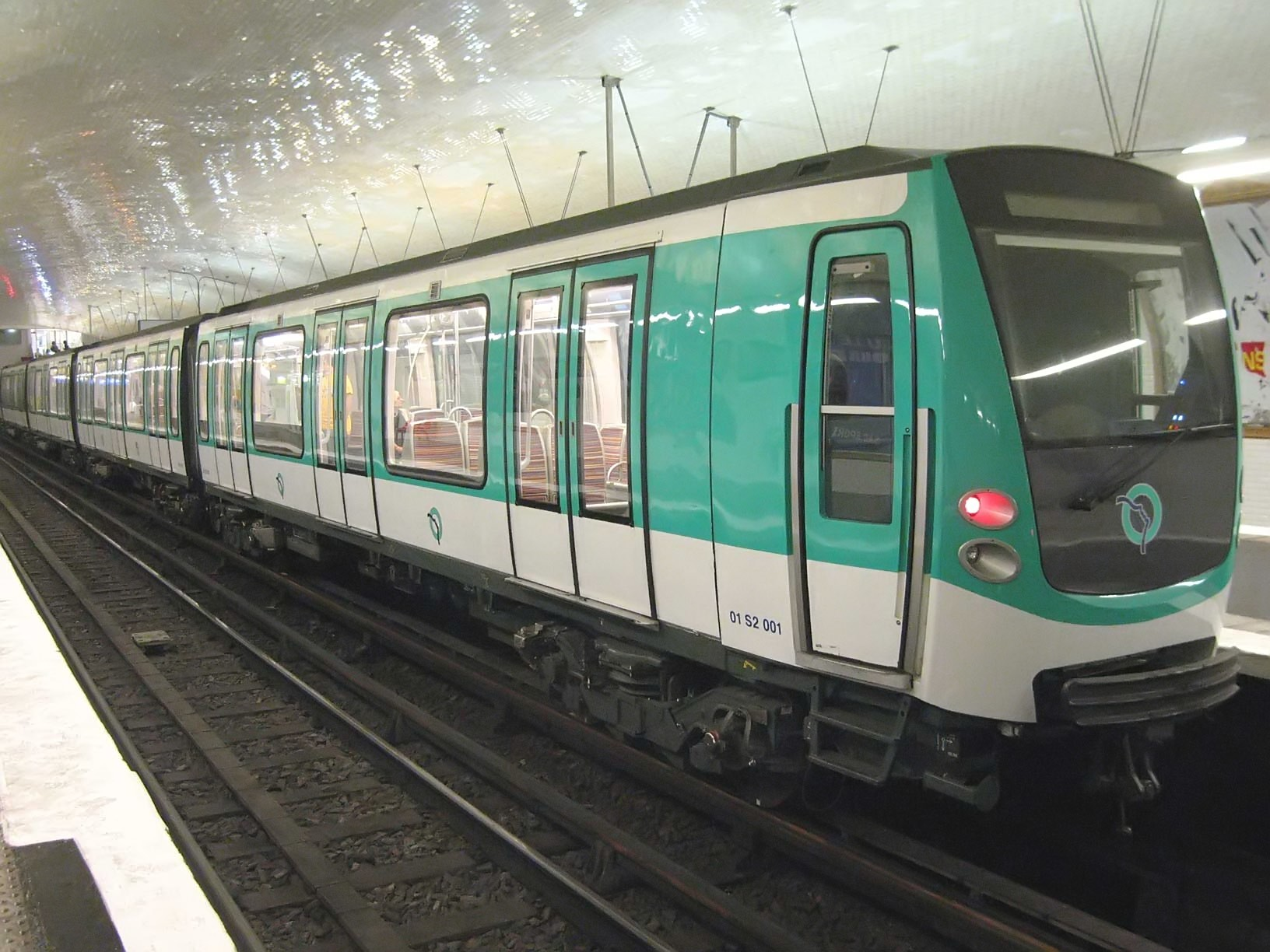
Pociąg typu MF 01, przeznaczonego na linie 2, 5 i 9, na stacji Porte d’Ivry.

W celu zbadania możliwych rozwiązań technicznych w składach mających zastąpić MF 67, który wówczas kursuje na 11 liniach, RATP buduje w 1985 r. prototyp nazwany BOA. Charakteryzuje się on przede wszystkim możliwością swobodnego przejścia między wagonami (skład jednoprzestrzenny), jak również zastosowaniem obrotowych osi.
Pierwszym praktycznym zastosowaniem eksperymentów z BOA jest niewielka seria pociągów MF 88 – w sumie dziewięć 3-wagonowych składów – obsługująca od 1993 r. krótką linię 7 bis. Są one jednoprzestrzenne, wyposażone w obrotowe osie, silniki asynchroniczne i system hamowania rekuperacyjnego, jednak stanowią połowiczny sukces, jako że eksploatacja osi pociąga za sobą wyższe koszty utrzymania.

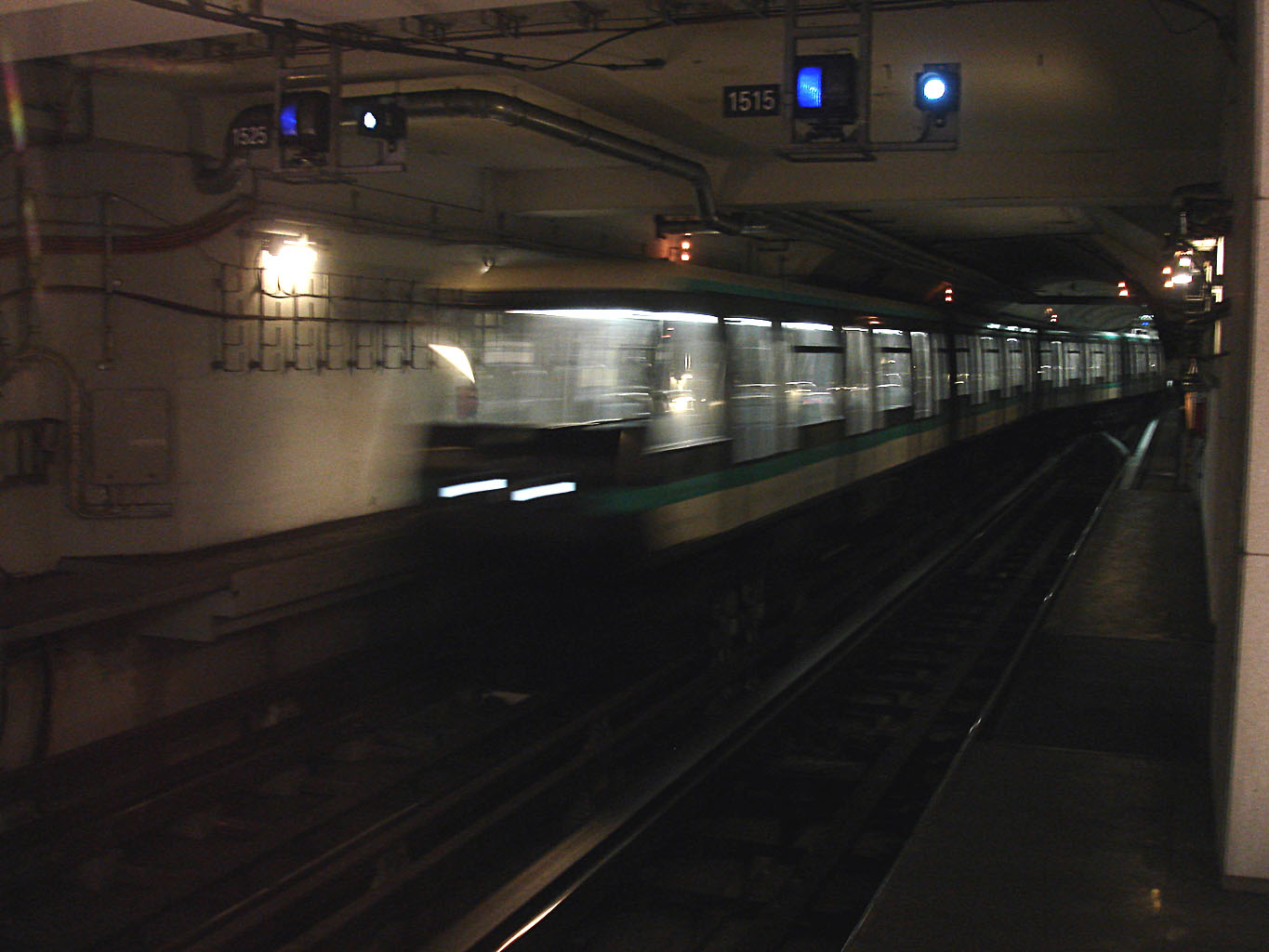
Skład MP 89 CA na linii 14 za stacją Olympiades, marzec 2008 r.

MF 88 zostają zatem zarzucone na rzecz taboru zupełnie nowej generacji, oznaczonego jako MP 89, który w wersji CC (fr. conduite conducteur, sterowanie przez maszynistę) od 1997 r. obsługuje linię 1, a odzyskane w ten sposób pociągi z linii 1 pozwalają na wycofanie MP 55 z linii 11. MP 89 przyjmują ulepszenia z BOA – przejścia między wagonami i urządzenie wnętrza, są mocne (2000 kW) i posiadają aluminiowe pudła. W następnym roku wersja CA (fr. conduite automatique, sterowanie automatyczne bez maszynisty) zostaje wprowadzona na linię 14, pierwszą całkowicie zautomatyzowaną linię w sieci.

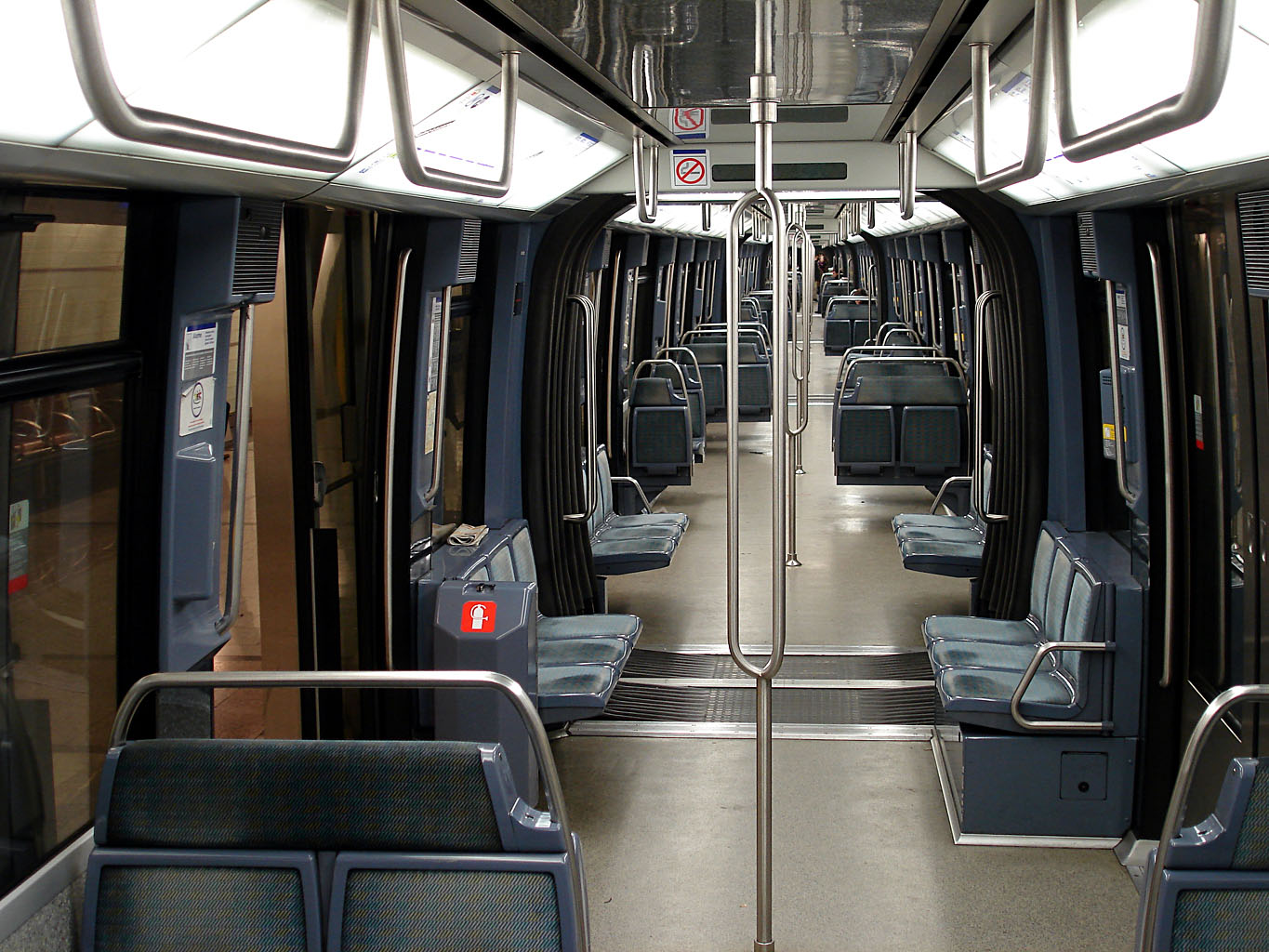
Wnętrze składu MP 89 CA (marzec 2008 r.)
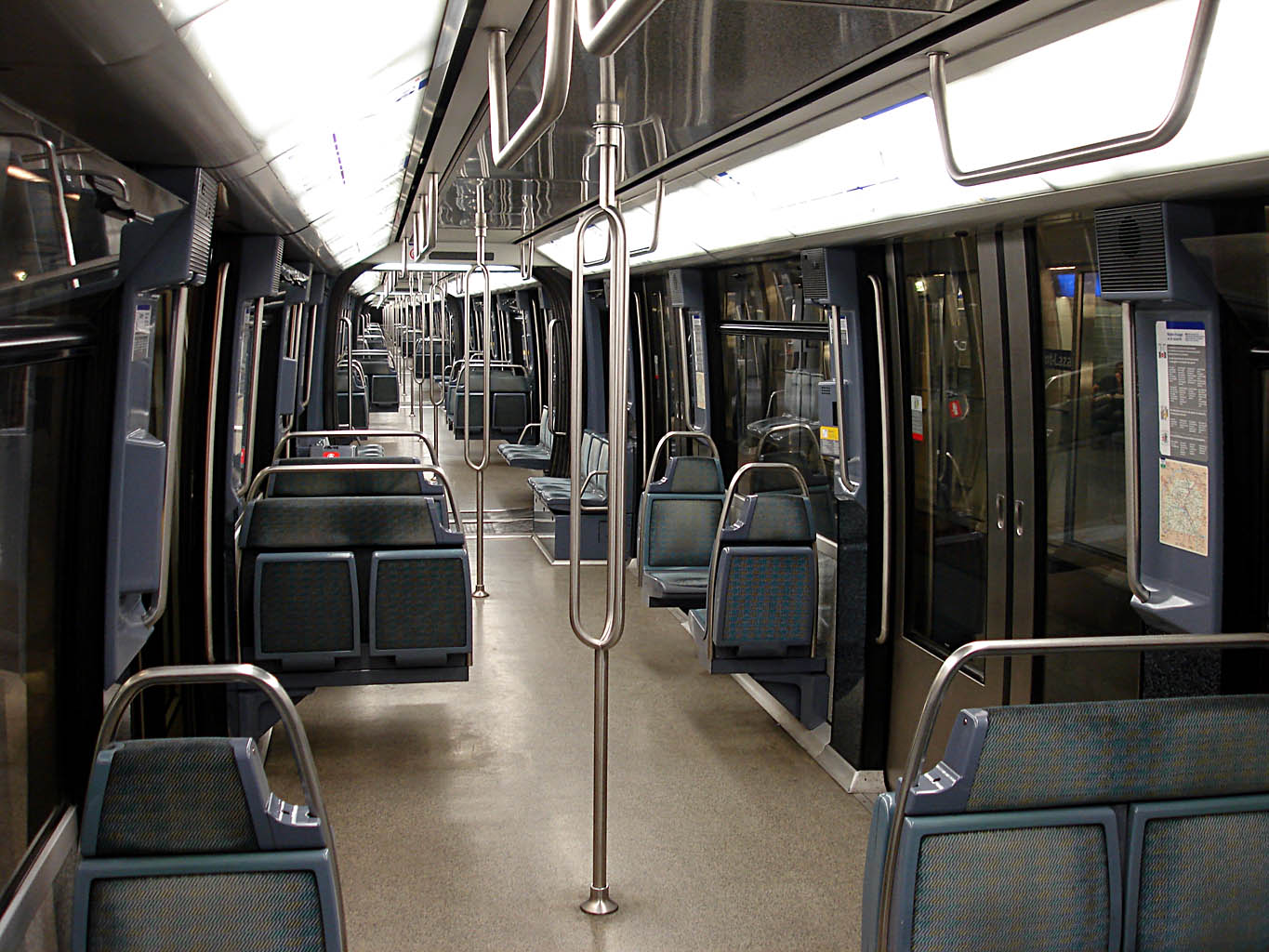
Wnętrze składu MP 89 CA (marzec 2008 r.)

#### Remonty MF 67 i MF 77

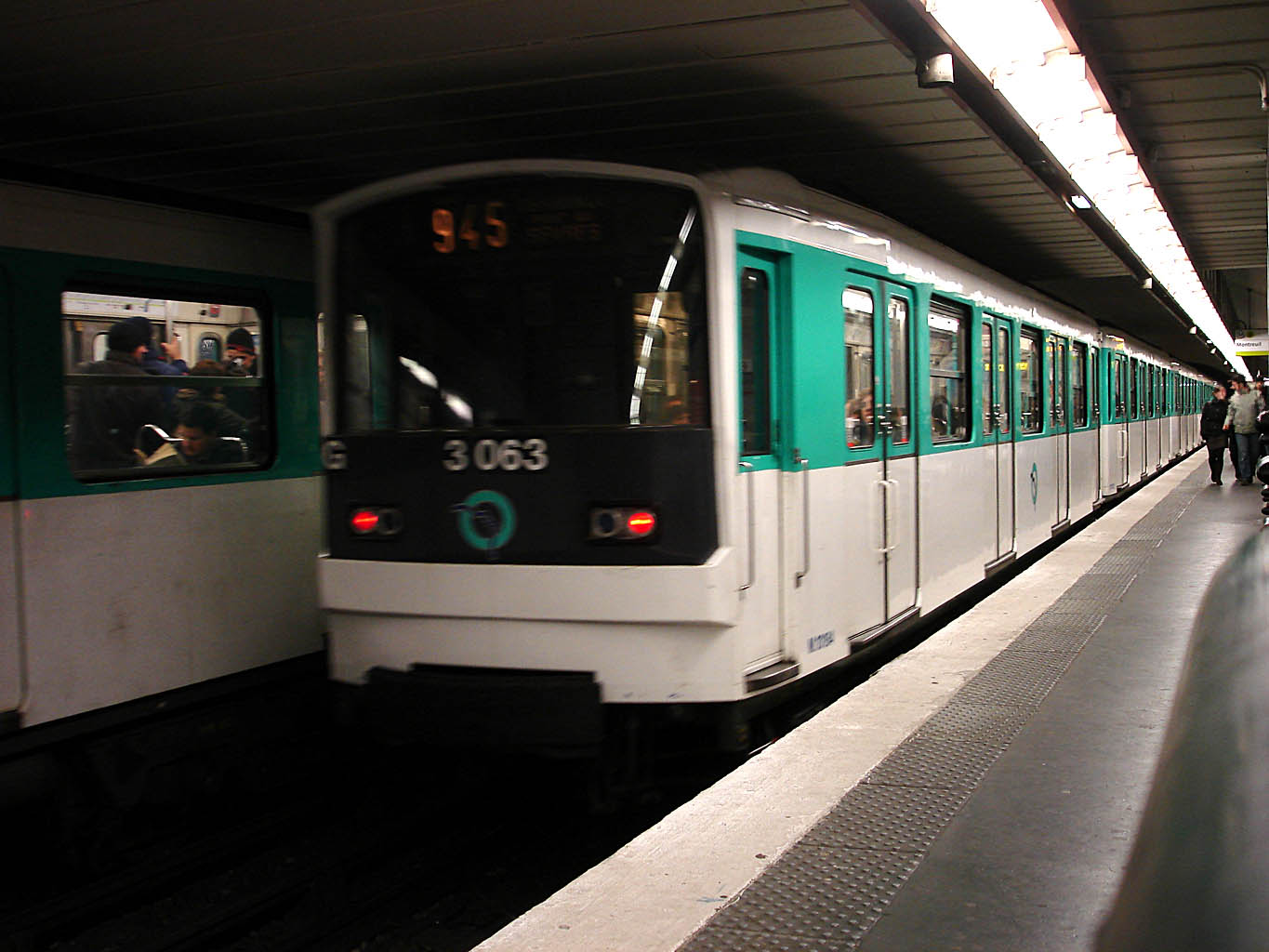
Odnowiony skład MF 67 na linii 9 na stacji Miromesnil, listopad 2008 r.

Między 1995 a 1998 r. składy MF 67 z linii 3 bis i 9 przechodzą remont. Są one rozpoznawalne dzięki swoim siedzeniom zwanym tape-cul (fr. taper ‘uderzać’ i cul ‘wulg. tyłek, zadek’; tape-cul oznacza również huśtawkę na desce), jak również dzięki czarnej ścianie przedniej znanej z linii 3.

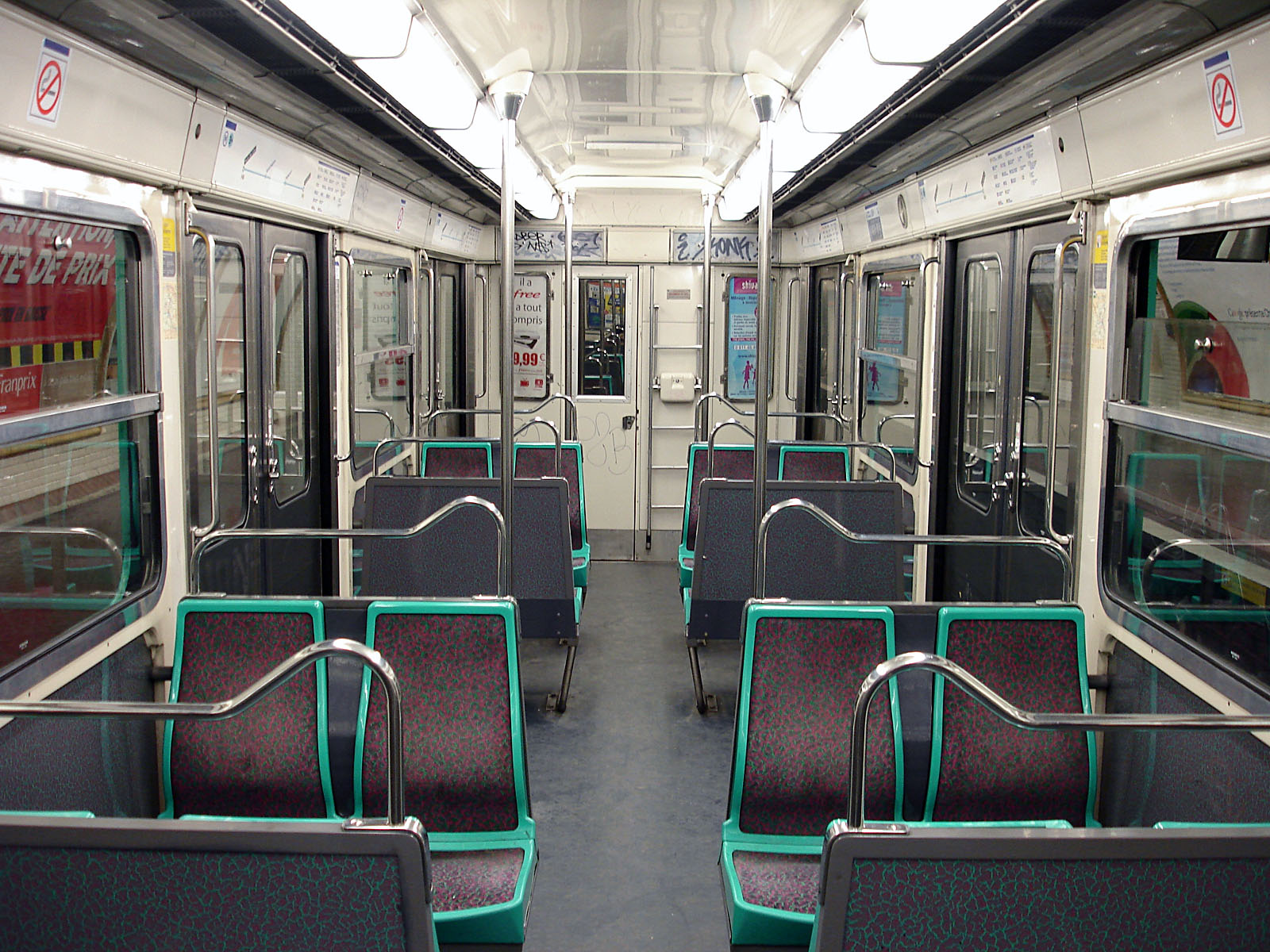
Odnowione wnętrze składu na linii 3 bis (styczeń 2010 r.)
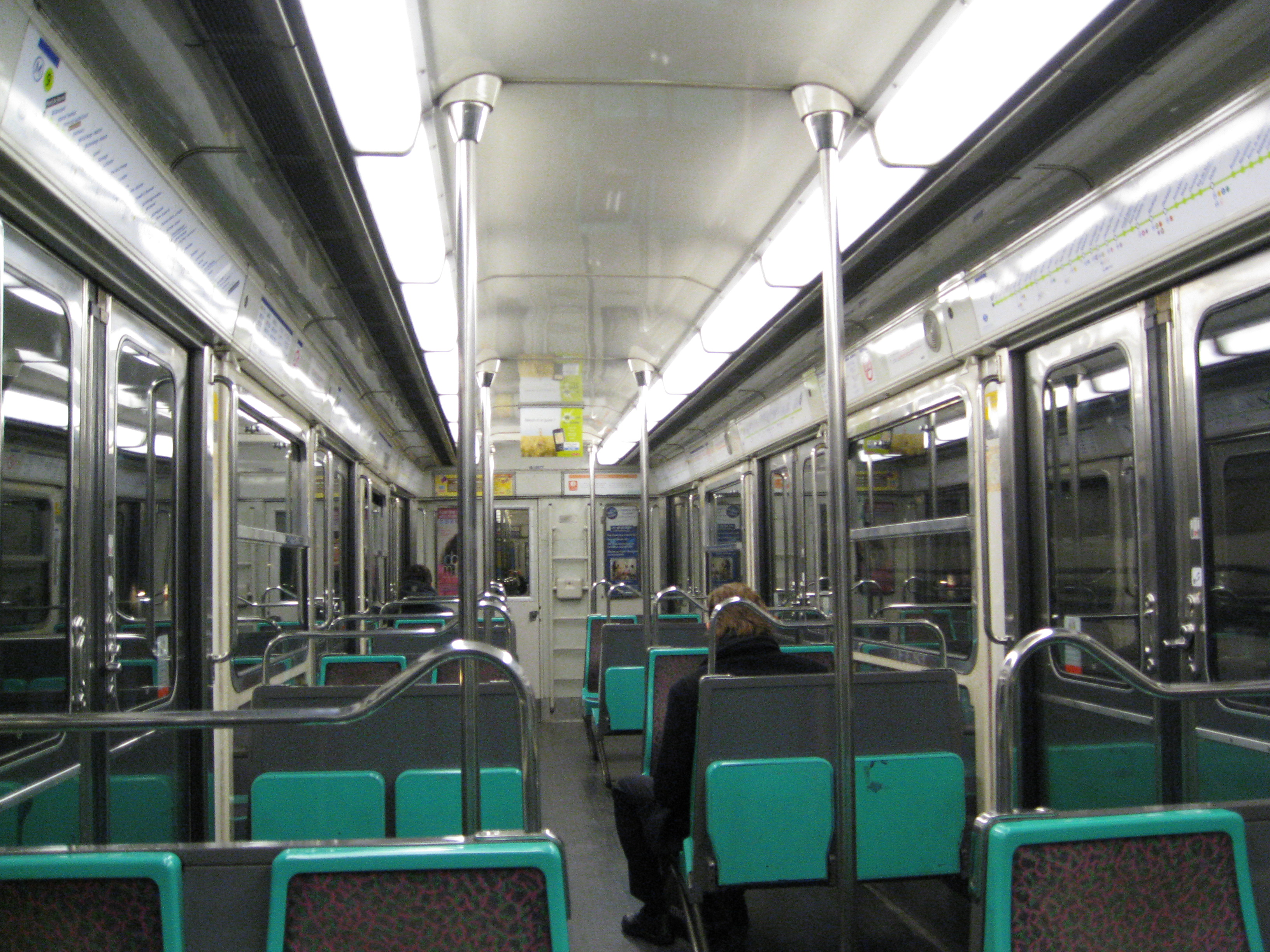
Odnowione wnętrze składu na linii 9 (grudzień 2008 r.)

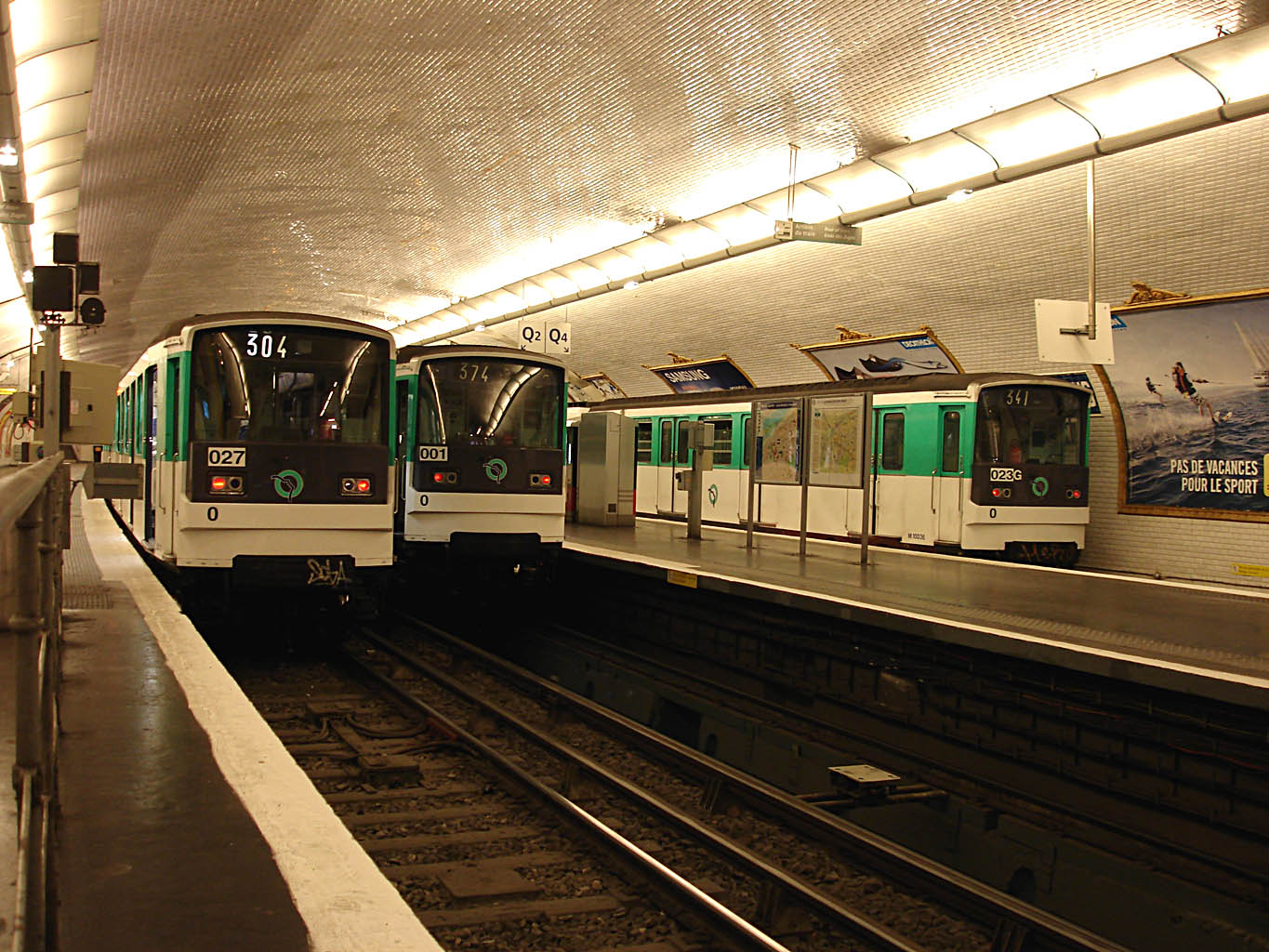
Trzy odnowione pociągi MF 67 na linii 3 na stacji końcowej Pont de Levallois – Bécon w czerwcu 2008 r.

W latach 2004–2005 składy serii MF 67 z linii 3 przechodzą gruntowny remont. Są one rozpoznawalne dzięki dosyć charakterystycznemu wnętrzu z siedzeniami ustawionymi bokiem do kierunku jazdy. Są również wyposażone w system informacji pasażerskiej ASVA (fr. annonces sonores et visuelles automatiques, automatyczne zapowiedzi dźwiękowe i wizualne), na który składają się podświetlane schematy linii i zapowiedzi głosowe.

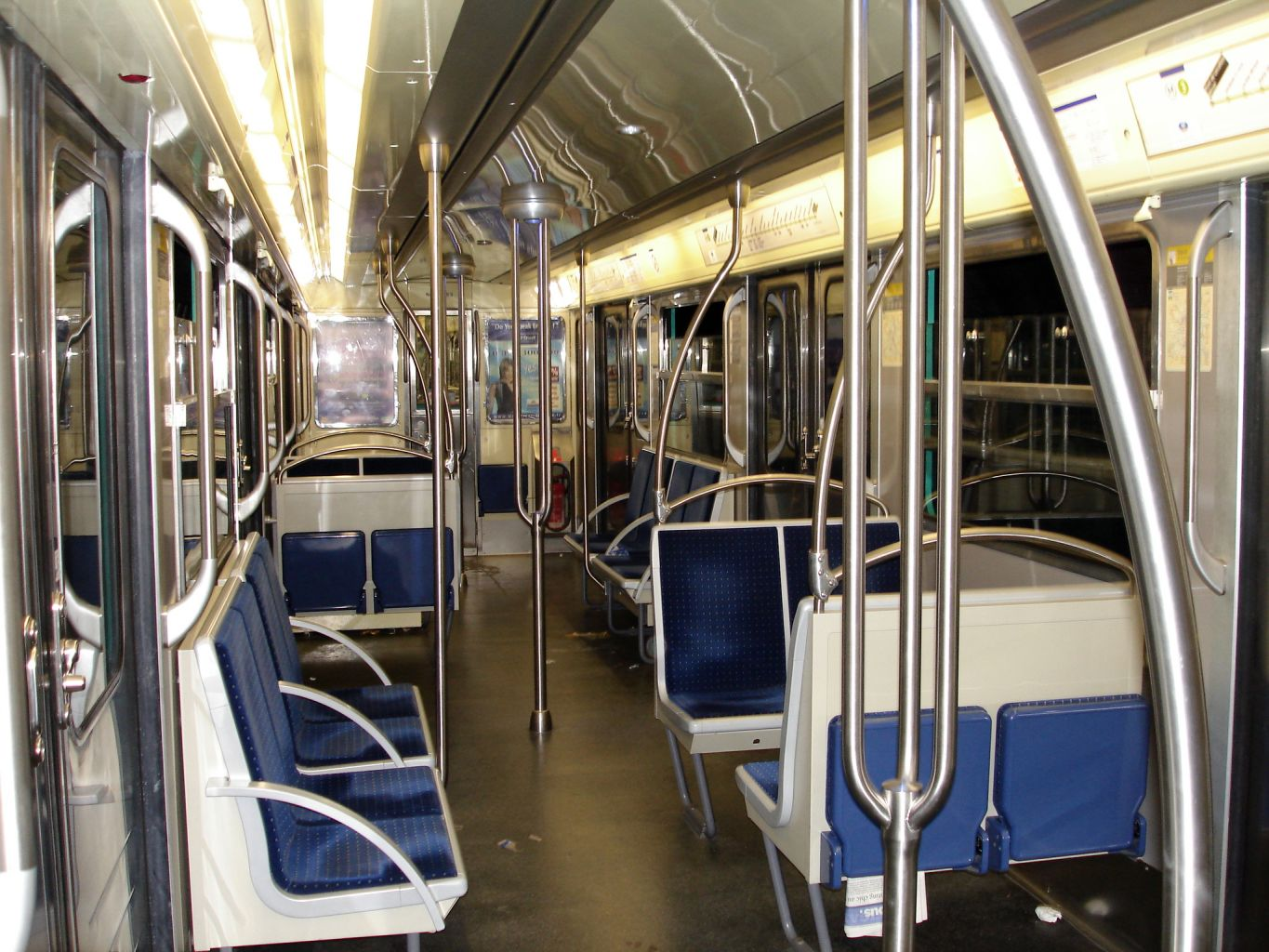
Odnowione wnętrze (lipiec 2006 r.)
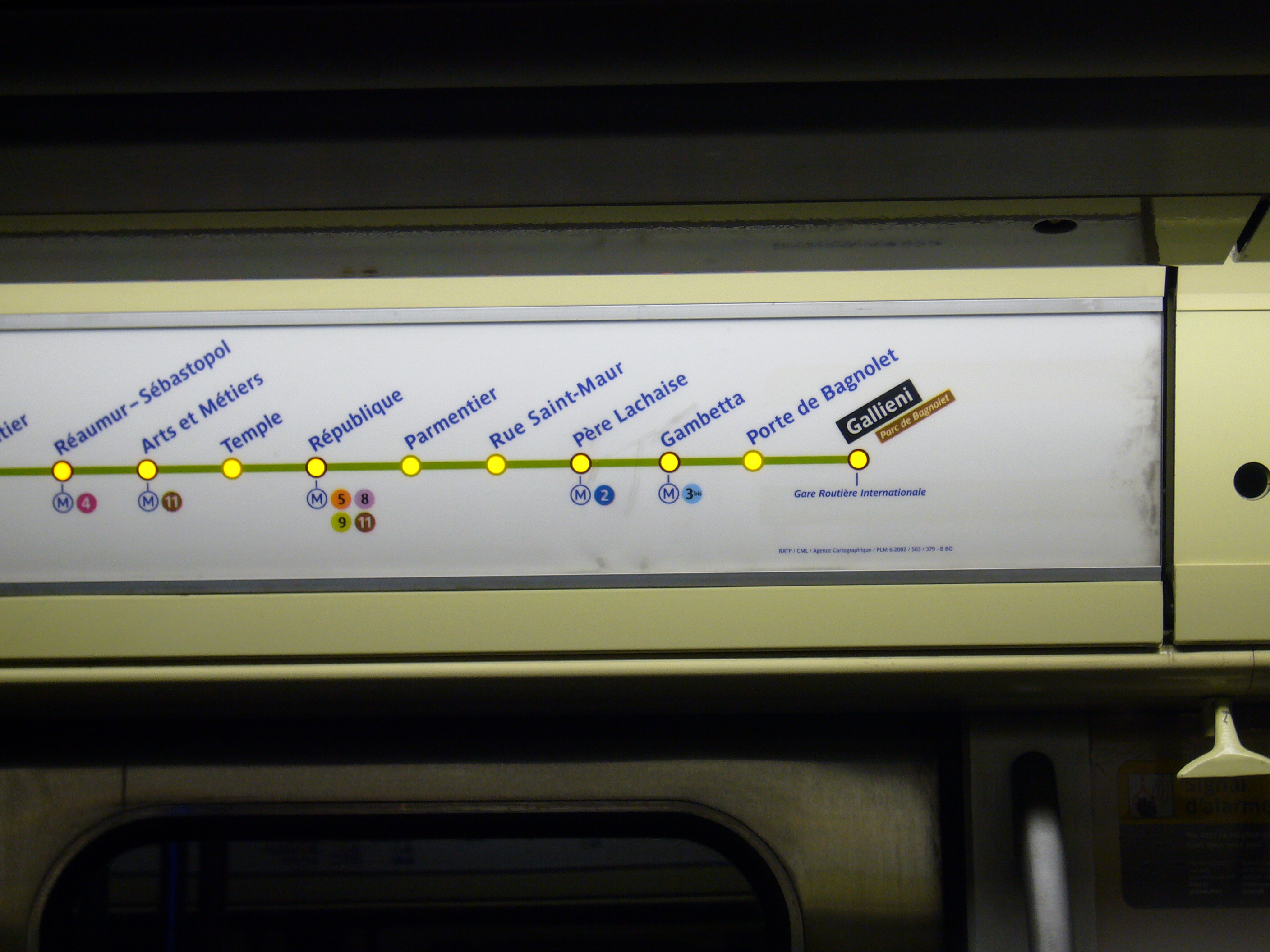
Aktywny plan ASVA (wrzesień 2008 r.)

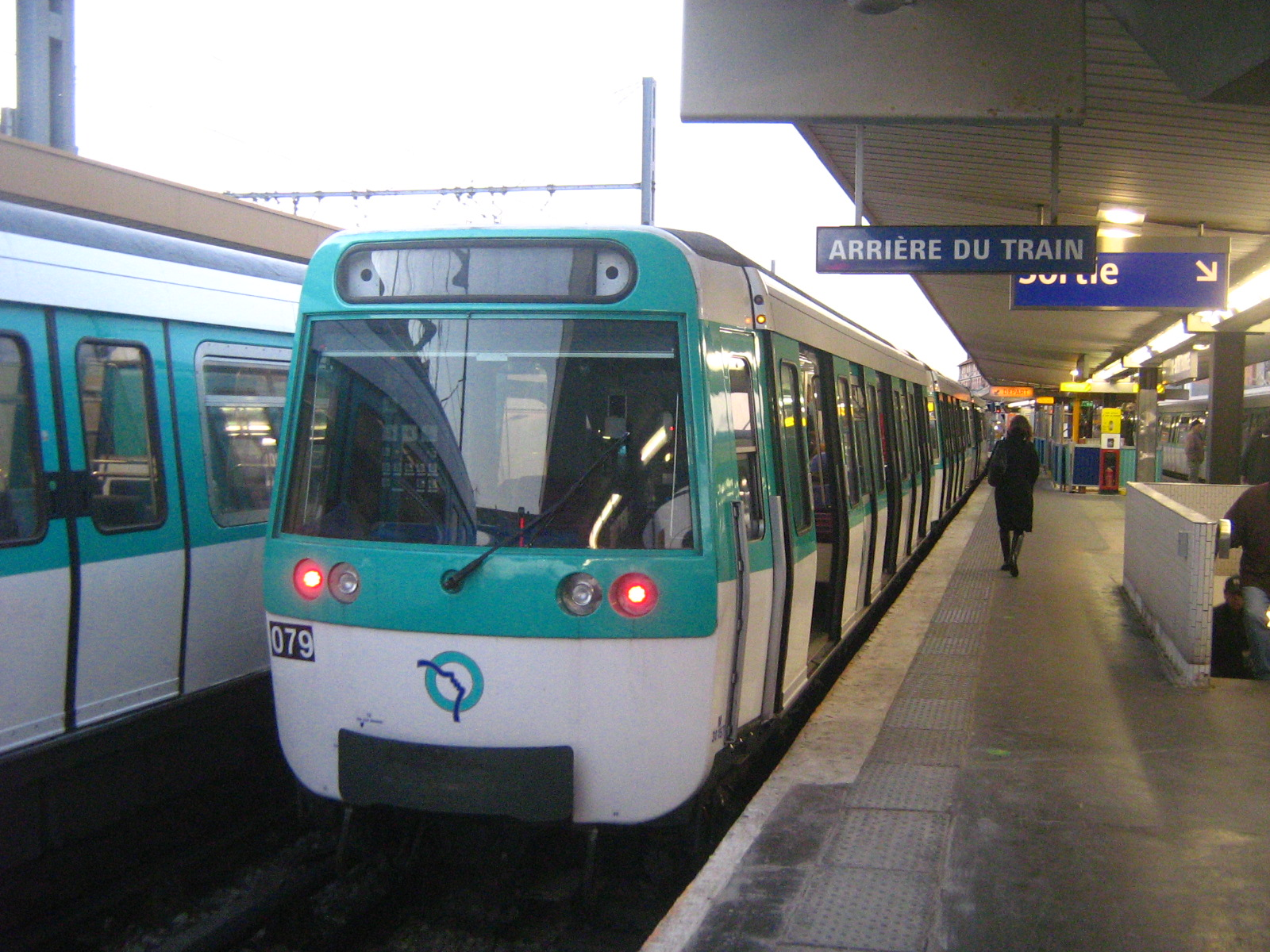
Odnowiony skład MF 77 na linii 13 na stacji końcowej Châtillon – Montrouge w listopadzie 2007 r.

Od 2007 do 2011 r. składy serii MF 77 z linii 13 przechodzą remont, głównie w celu przygotowania ich do wprowadzenia systemu sterowania ruchem Ouragan (fr. akronim od Offre urbaine renouvelée et améliorée, gérée par un automatisme nouveau, odświeżona i polepszona oferta miejska zarządzana przez nową automatykę) na tej linii. Remonty pozwalają odświeżyć wnętrze wagonów i wyposażyć je w najnowsze usprawnienia – nowe odporne na podarcia siedzenia, nowe oświetlenie, system ASVA i potrójne poręcze. Usunięta zostaje również charakterystyczna kratkę z sufitu i zainstalowane zostają nowe wyświetlacze na przedniej ścianie pociągów.

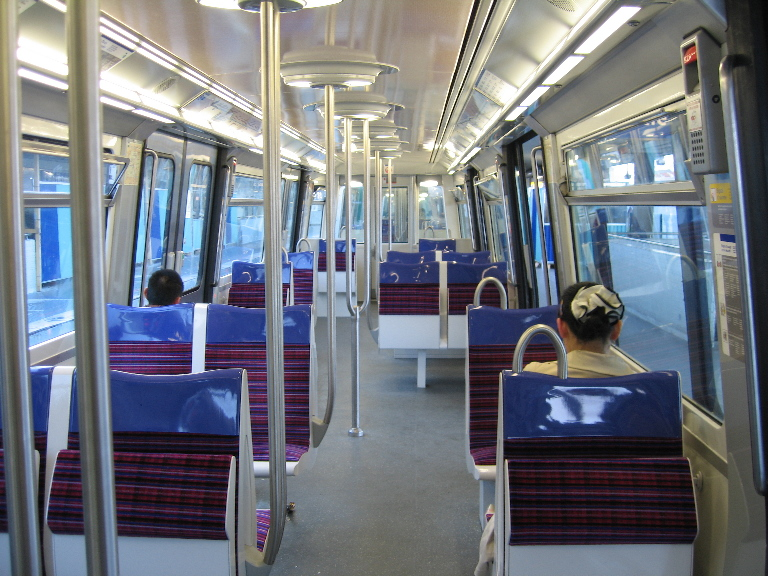
Odnowione wnętrze (maj 2008 r.)
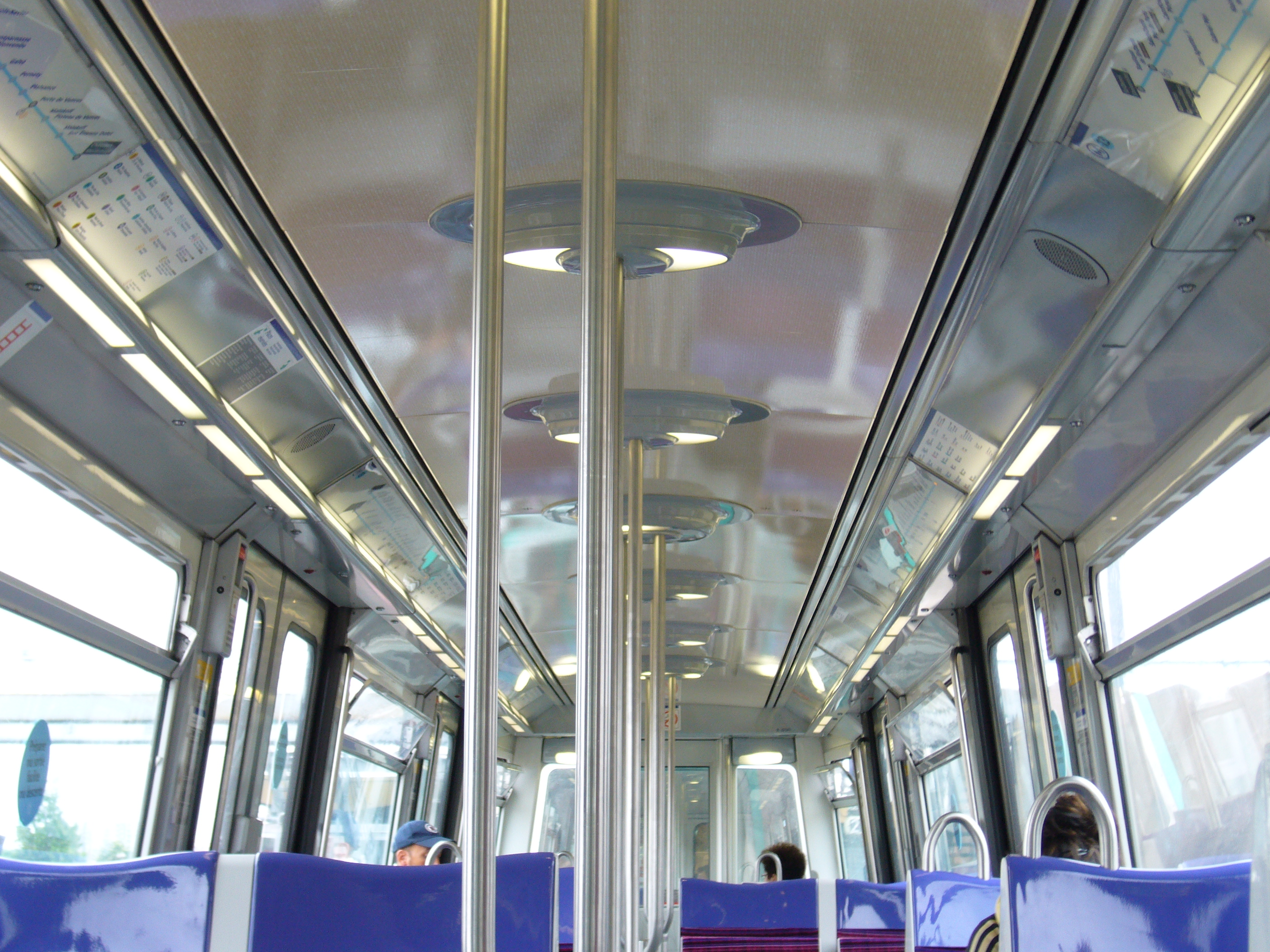
Nowy sufit (kwiecień 2009 r.)
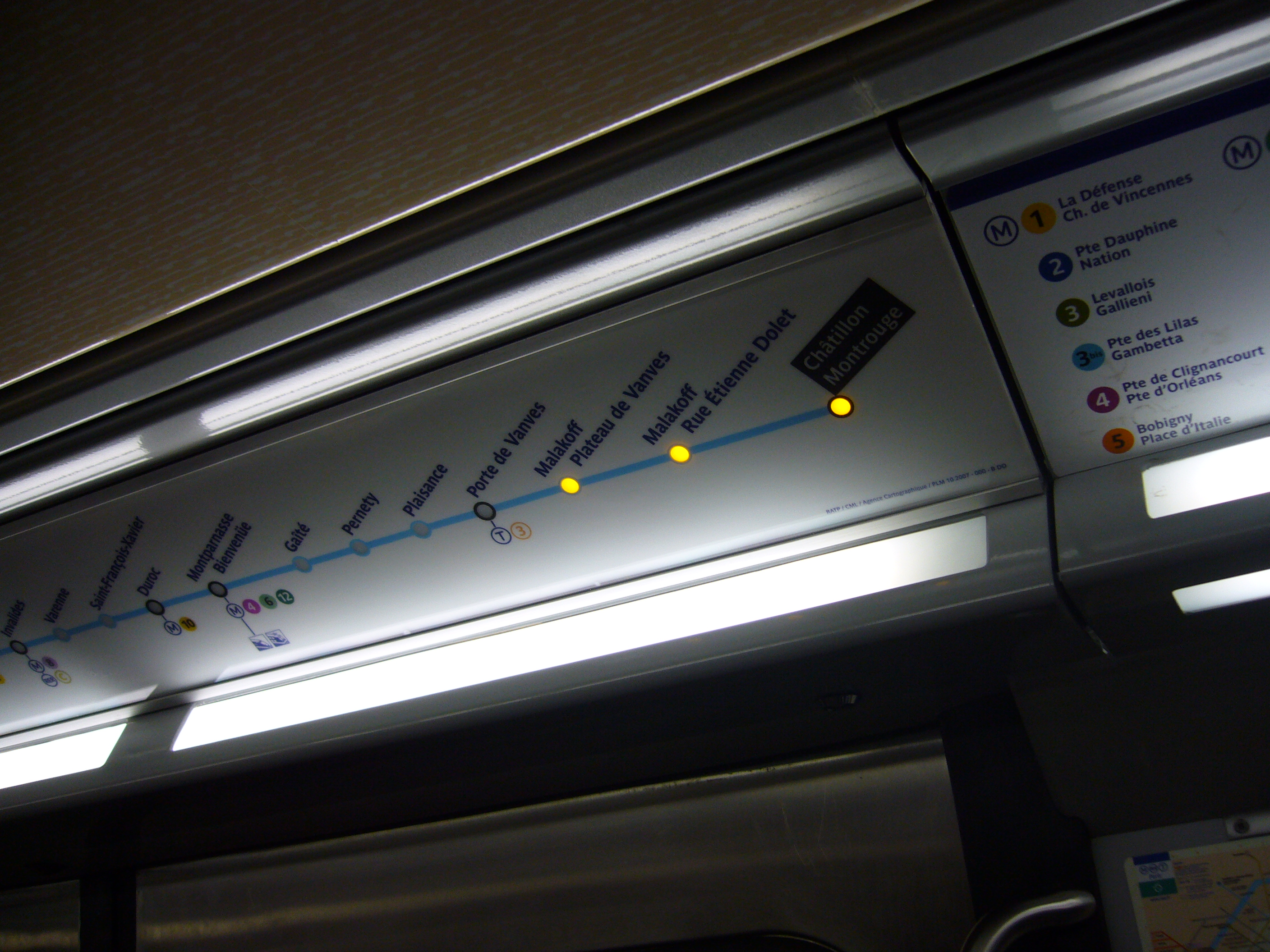
Aktywny plan ASVA (listopad 2008 r.)

#### Tabor XXI wieku
Od 2008 r. RATP wprowadza nowe składy:
- MF 01 na liniach 2 (od 2008), 5 (od 2011 r.) i 9 (od 2013 r.).
- MP 05, odświeżona wersja MP 89 CA, na linii 1 (od 2011 r.).

Te dwie serie jednoprzestrzennych pociągów mają bezpośrednio lub pośrednio umożliwić zastąpienie składów MP 59 i MF 67.

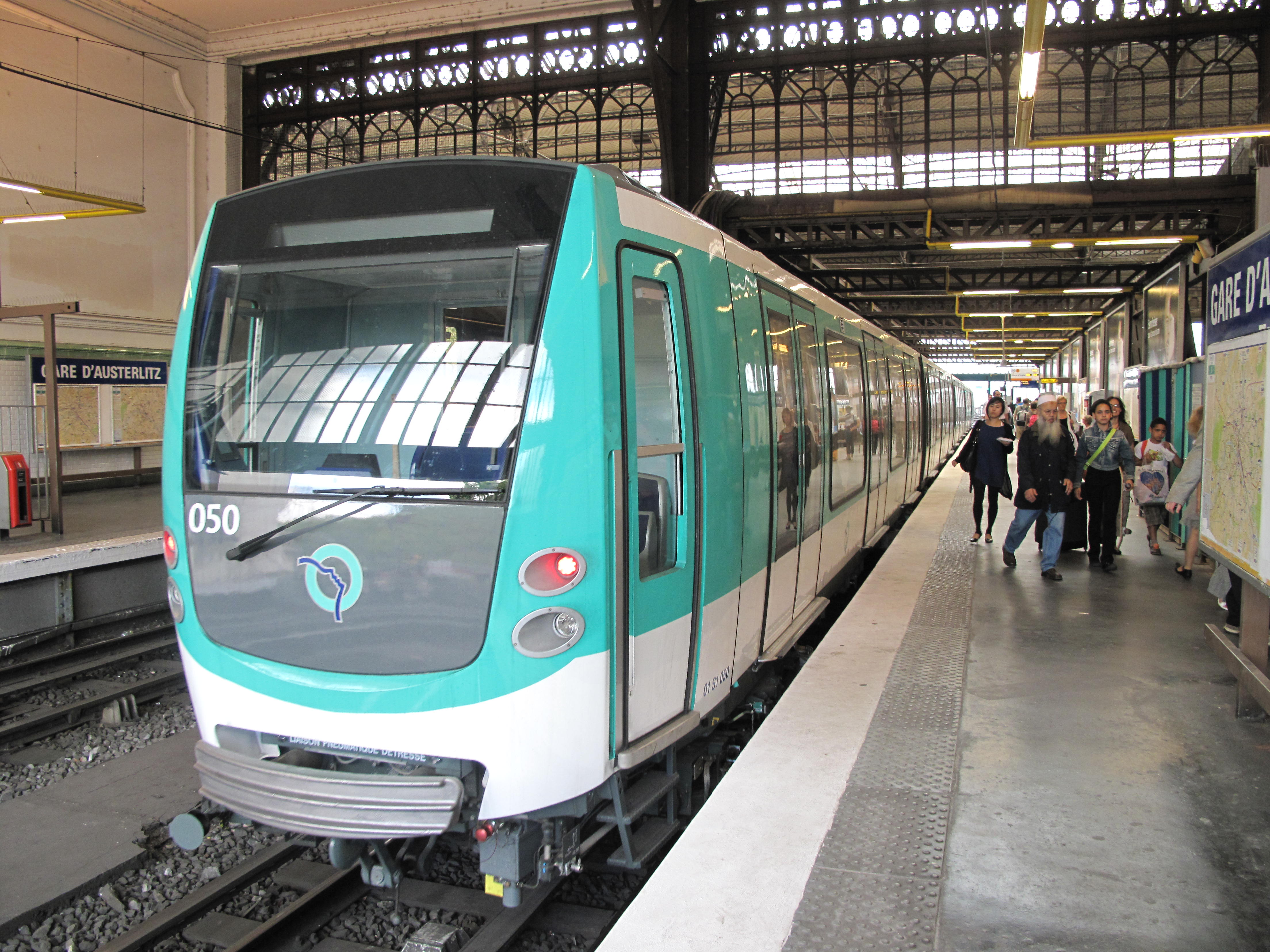
Skład MF 01 na linii 5 na stacji Gare d’Austerlitz w czerwcu 2011 r.

W celu wymiany składów serii MF 67 z linii 2, 5 i 9 RATP decyduje się zamówić nowe składy od spółek Alstom i Bombardier. Pociągi te, oznaczone jako MF 01, są jednoprzestrzenne, podobnie jak MP 89. Są sterowane przez maszynistę i posiadają wentylację z funkcją chłodzenia (nie klimatyzację), mniej liczne, a szersze niż w poprzednich seriach siedzenia w układzie 2+1 (jak w MP 89 CA) zamiast 2+2 (jak np. w MP 89 CC i MF 67) i trzy pary szerokich drzwi na każdej burcie wagonu. Każdy pociąg składa się z trzech wagonów silnikowych o mocy 1800 kW i dwóch wagonów doczepnych. W MF 01 szczególny nacisk położono na izolację akustyczną. Składy zostają wprowadzone na linię 2 między czerwcem 2008 a marcem 2011 r., a na linię 5 między czerwcem 2011 a połową kwietnia 2013 r. 9 lutego 2011 r. rada STIF uchwala zakupienie składów MF 01 na linię 9, dostawy rozpoczynają się w 2013 i mają potrwać do 2016 r.

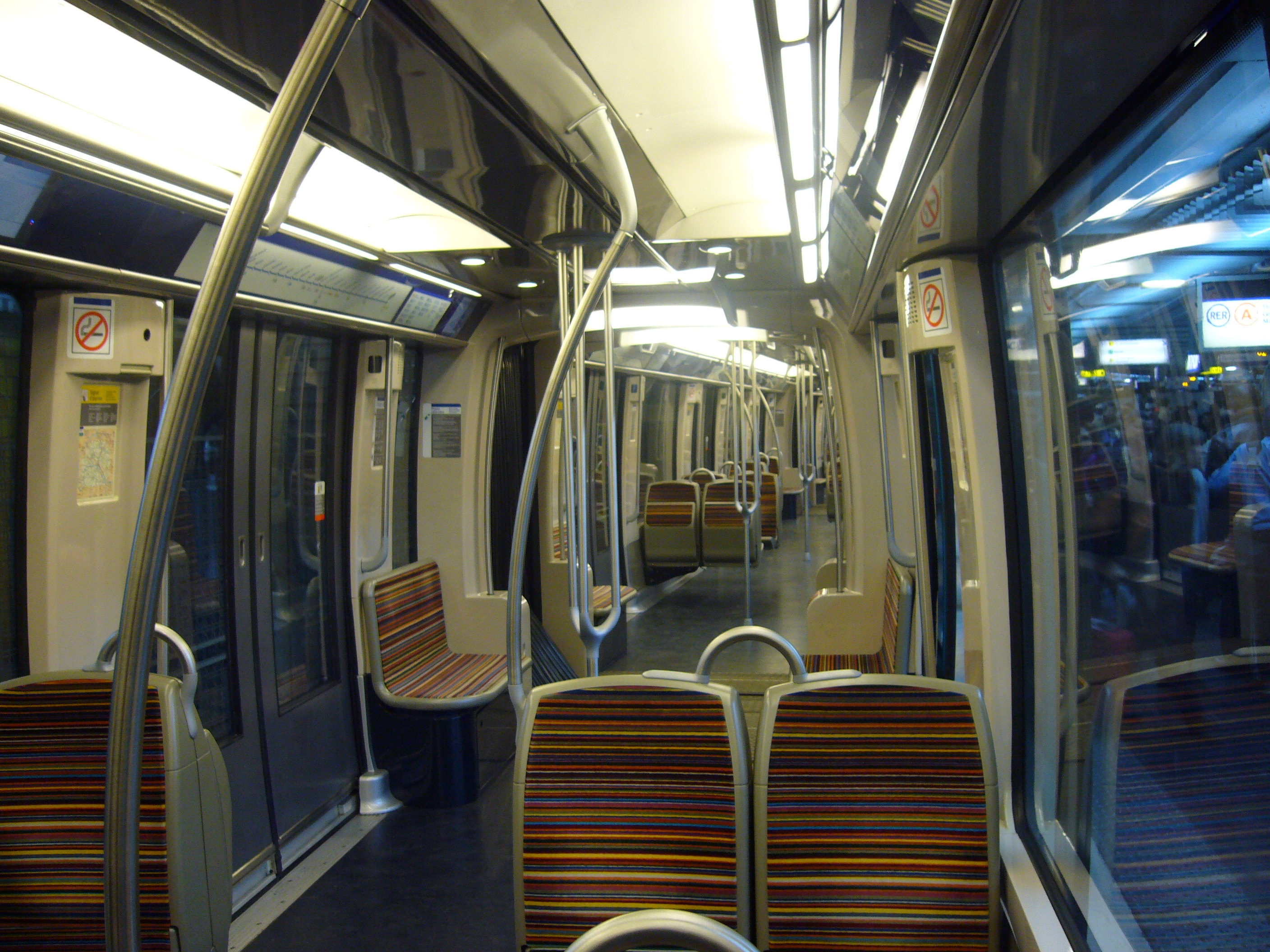
Wnętrze pociągu typu MF 01 (marzec 2008 r.)
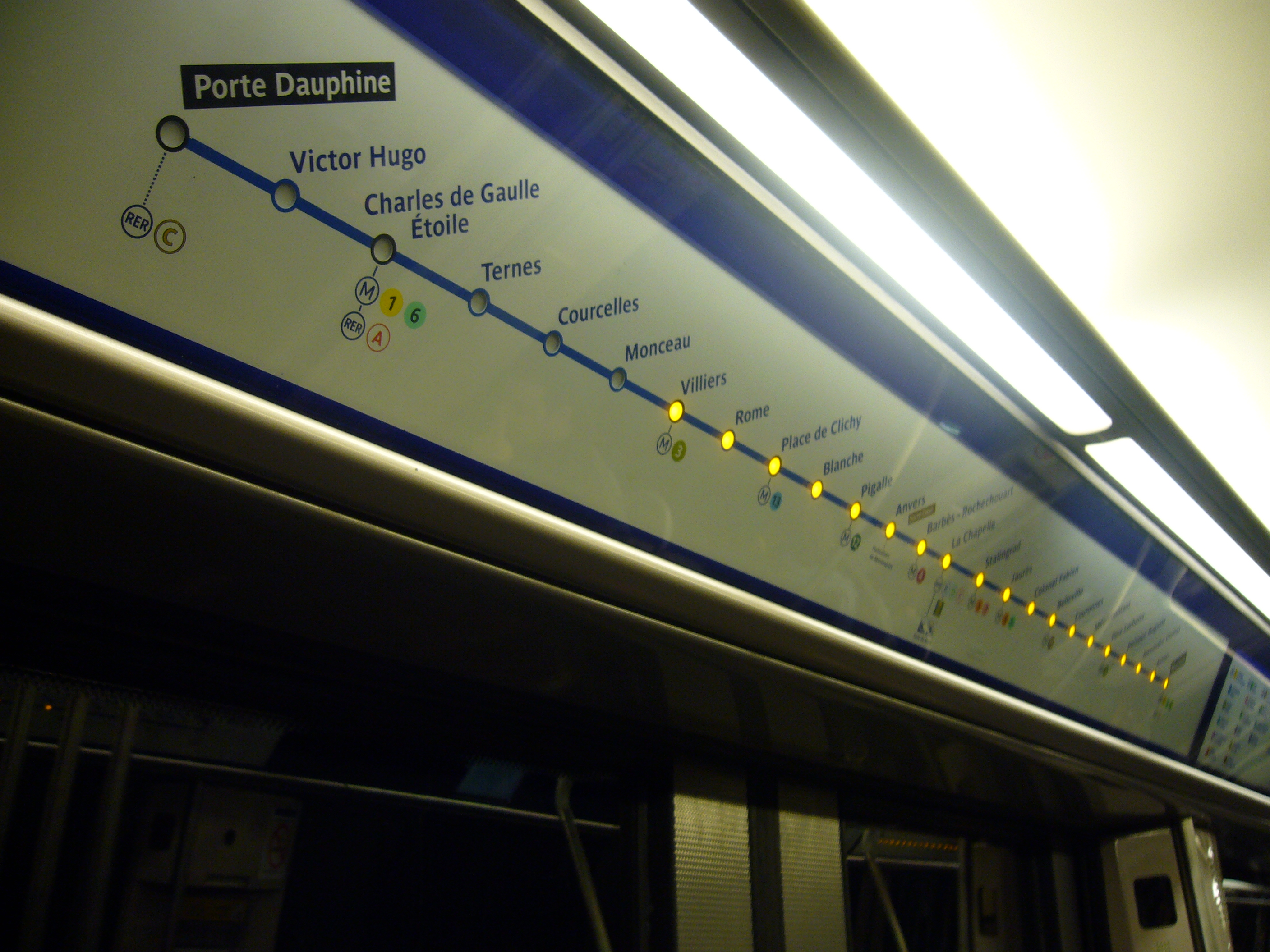
Aktywny plan ASVA w pociągu MF 01 na linii 2 (marzec 2008 r.)
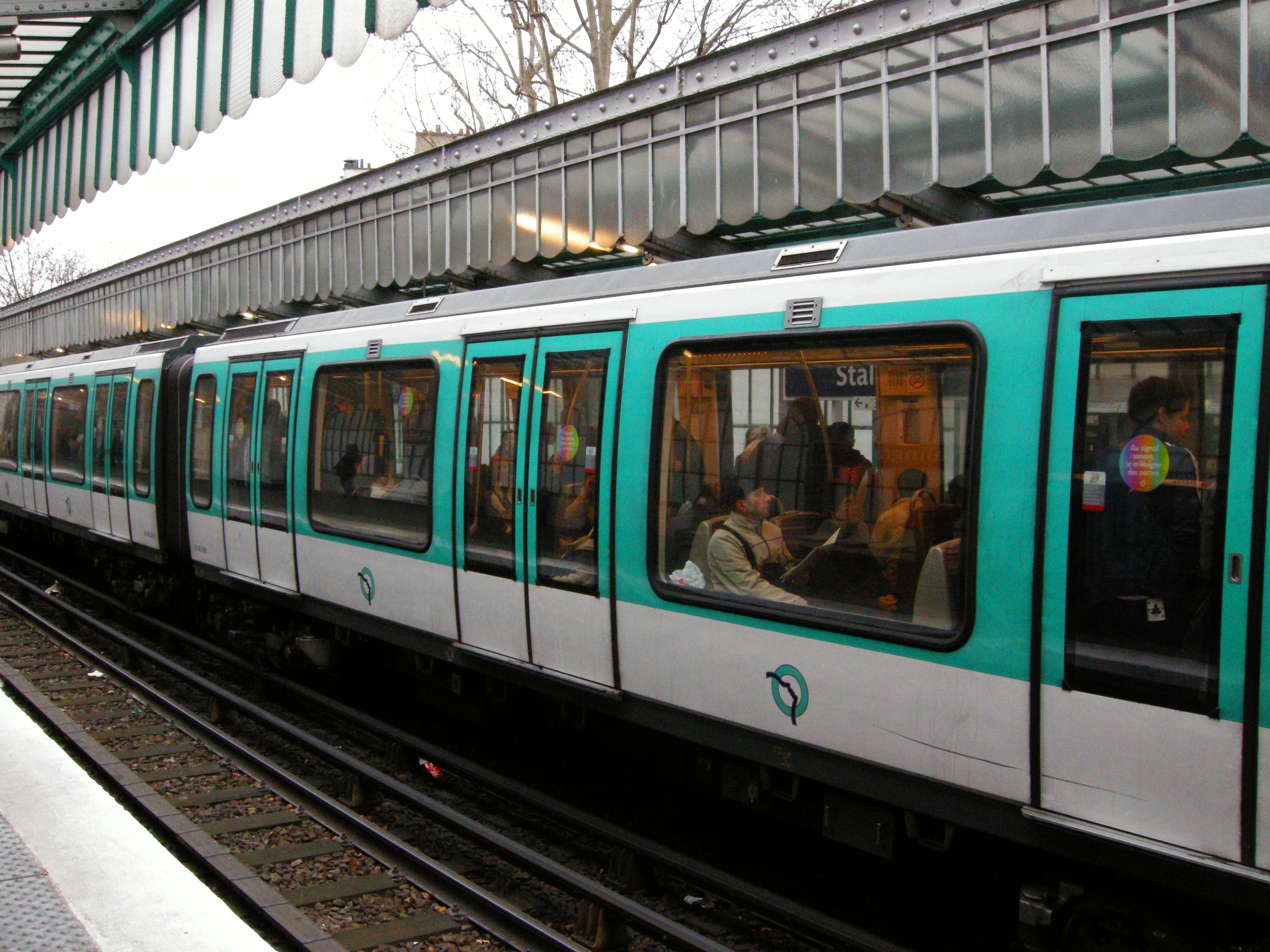
Widok zewnętrzny składu MF 01 (marzec 2009 r.)

Od maja 2011 do marca 2013 r. RATP dokonuje przesunięć składów serii MP 89 CC z linii linii 1 na 4 w miarę wprowadzania nowych składów automatycznych typu MP 05 w ramach automatyzacji linii 1. Celem przesunięć jest wycofanie z linii 4 składów serii MP 59. W porównaniu do MP 59 pociągi typu MP 89 są bardziej przestronne; posiadają również swobodne przejścia między wagonami (pociągi są jednoprzestrzenne), co umożliwia lepsze rozłożenie pasażerów we wnętrzu. Wydajność składów pozwala zwiększyć częstotliwość kursowania i nieznacznie zmniejszyć całkowity czas przejazdu.
Proces wymiany rozpoczyna się 23 maja 2011 r. wraz z odebraniem pierwszego MP 89 CC, a kończy się w marcu 2013 r. przy okazji przedłużenia linii do Montrouge. Tymczasem ostatnie MP 59 kursują na linii 4 aż do 21 grudnia 2012 r. Tym samym MP 59 całkowicie znikają z tej linii, po 45 latach eksploatacji i 49 lat od ich wprowadzenia na linii 1.

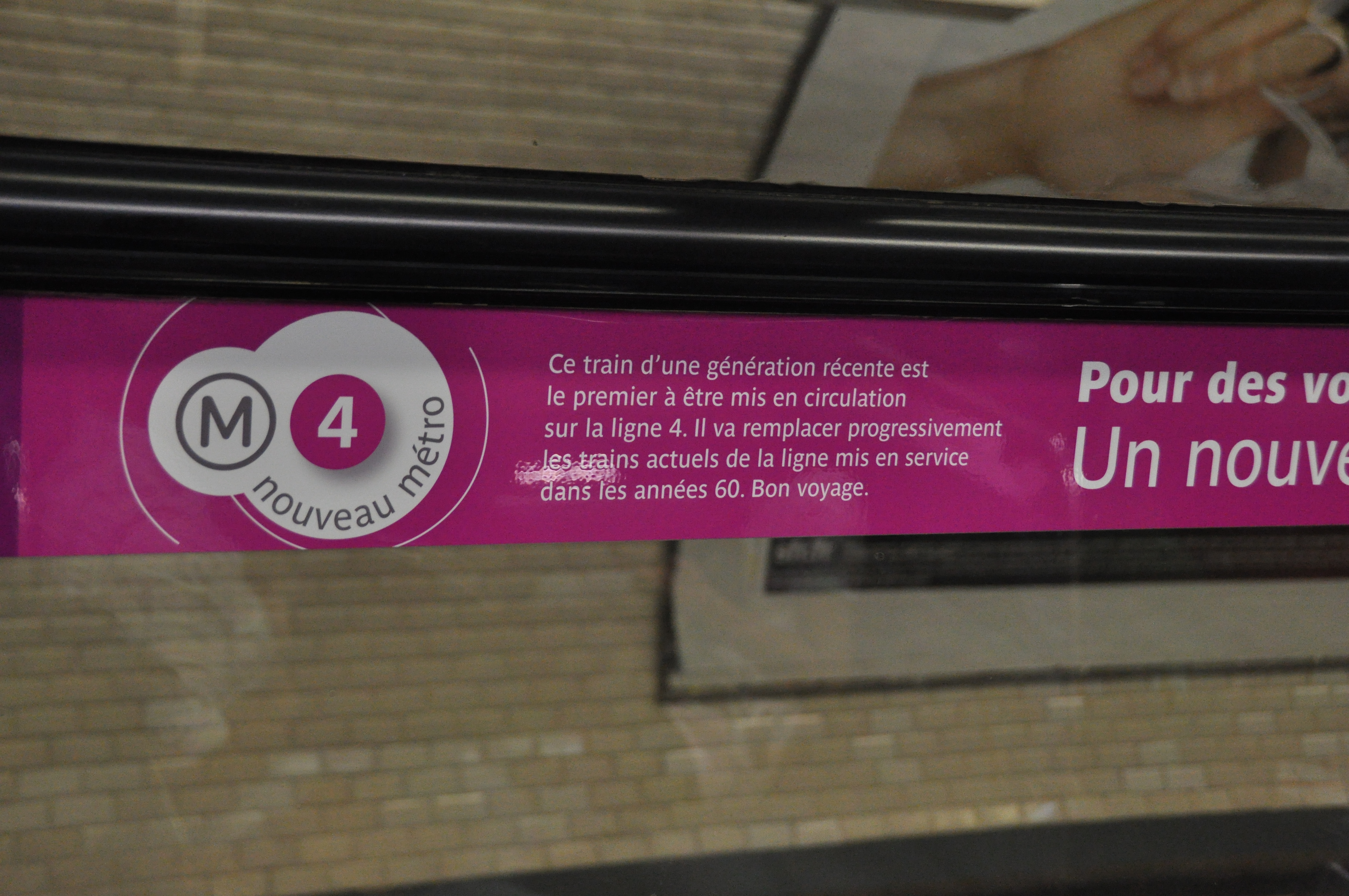
Naklejka objaśniająca umieszczona w pierwszym składzie przeniesionym na linię 4 w październiku 2011 r.
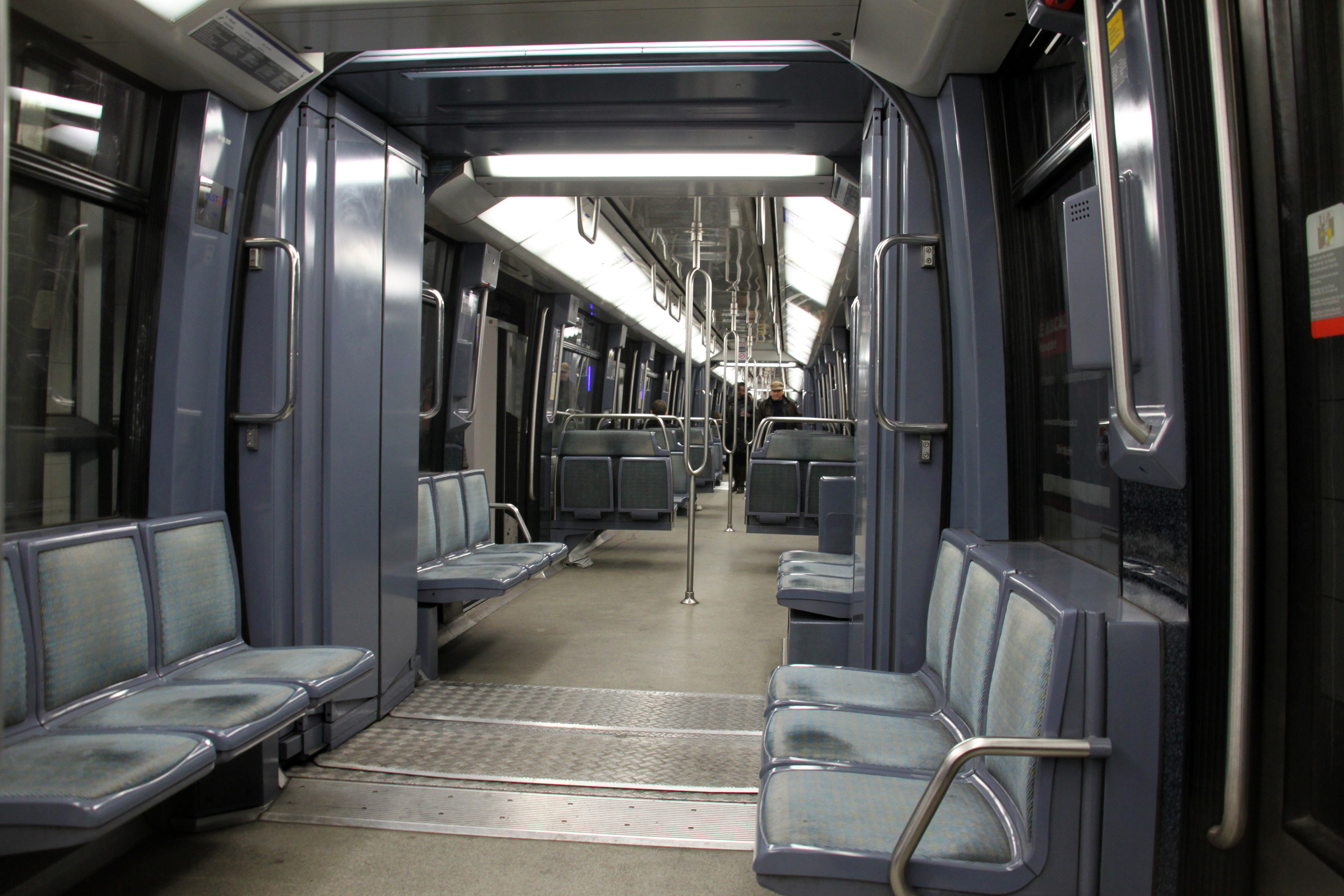
Wnętrze składu MP 89 CC (listopad 2010 r.)
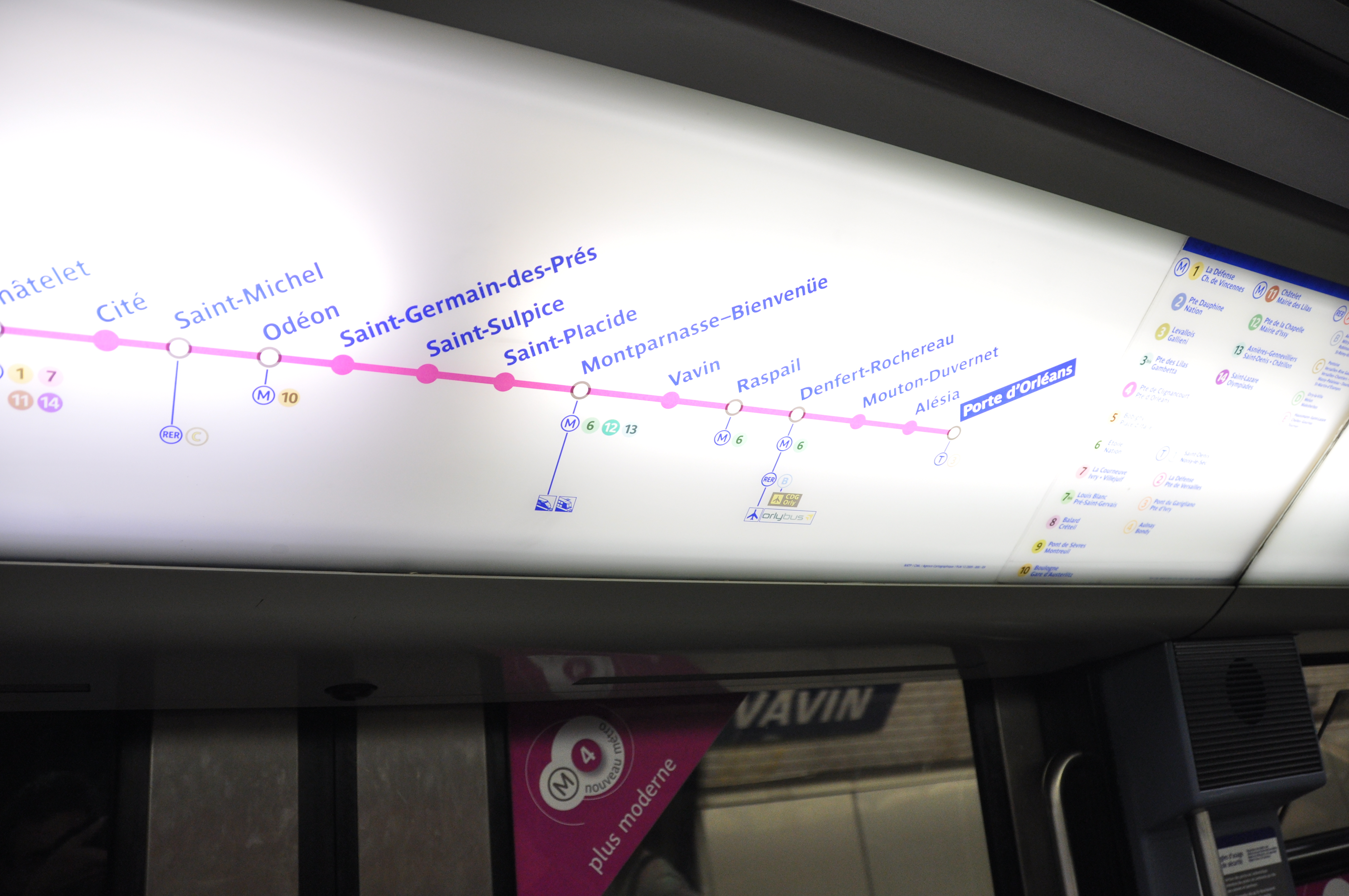
Plan linii 4 we wnętrzu składu serii MP 89 (październik 2011 r.)

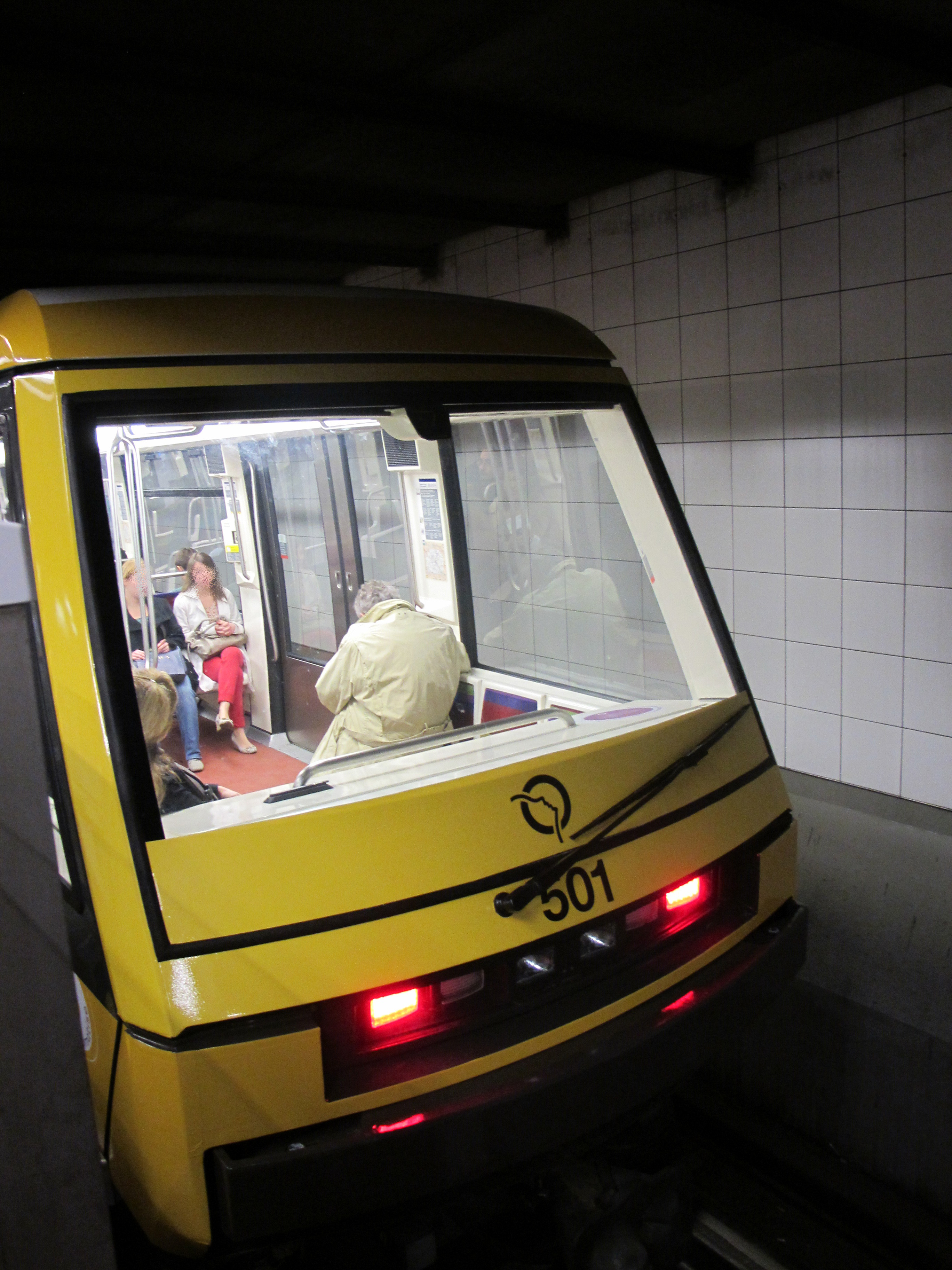
Skład MP 05 nr 501 na linii 1 w listopadzie 2011 r.

W kontekście automatyzacji linii 1 RATP przewiduje dwa rozwiązania – wyposażenie MP 89 CC w sterowanie automatyczne lub zamówienie zupełnie nowych składów. Ostatecznie wybrane zostaje to drugie rozwiązanie – od listopada 2011 r. do lutego 2013 RATP wprowadza do eksploatacji nowe składów automatyczne zamówione od firmy Alstom. Pociągi te, oznaczone jako MP 05, są oparte na konstrukcji serii MP 89 eksploatowanej aktualnie na linii 14 i odróżniają się od pociągów kursujących na linii 4 brakiem kabiny maszynisty. Wynika to z faktu, że podobnie jak MP 89 CA z linii 14, są one całkowicie automatyczne i posiadają tylko awaryjny pulpit sterowniczy.
MP 05 od 3 listopada 2011 r. są sukcesywnie wprowadzane do eksploatacji na linii 1 w zastępstwie MP 89 CC, które przesuwane są na linię 4, gdzie umożliwiają wycofanie wiekowych MP 59.

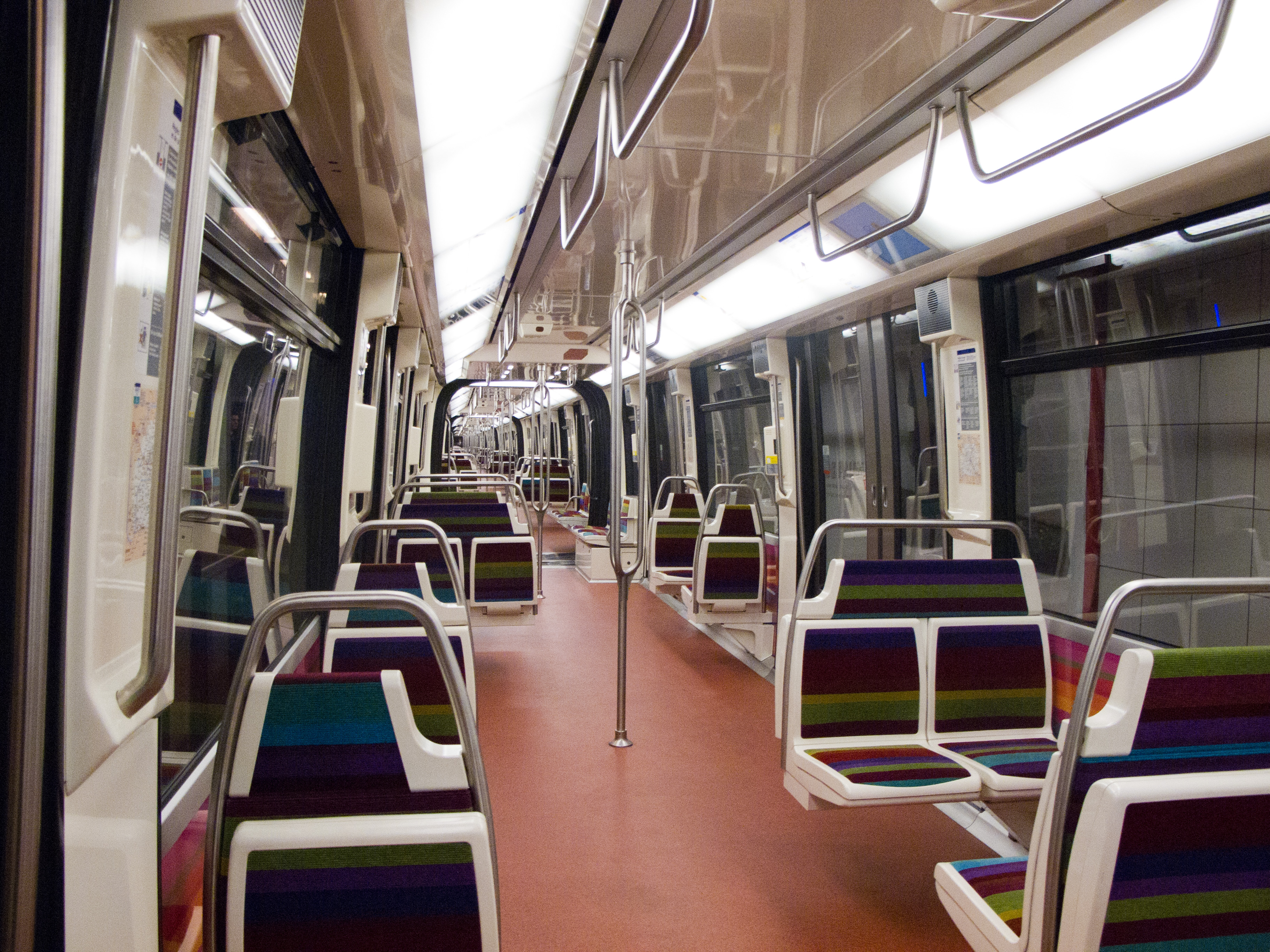
Wnętrze pociągu serii MP 05 (listopad 2011 r.)
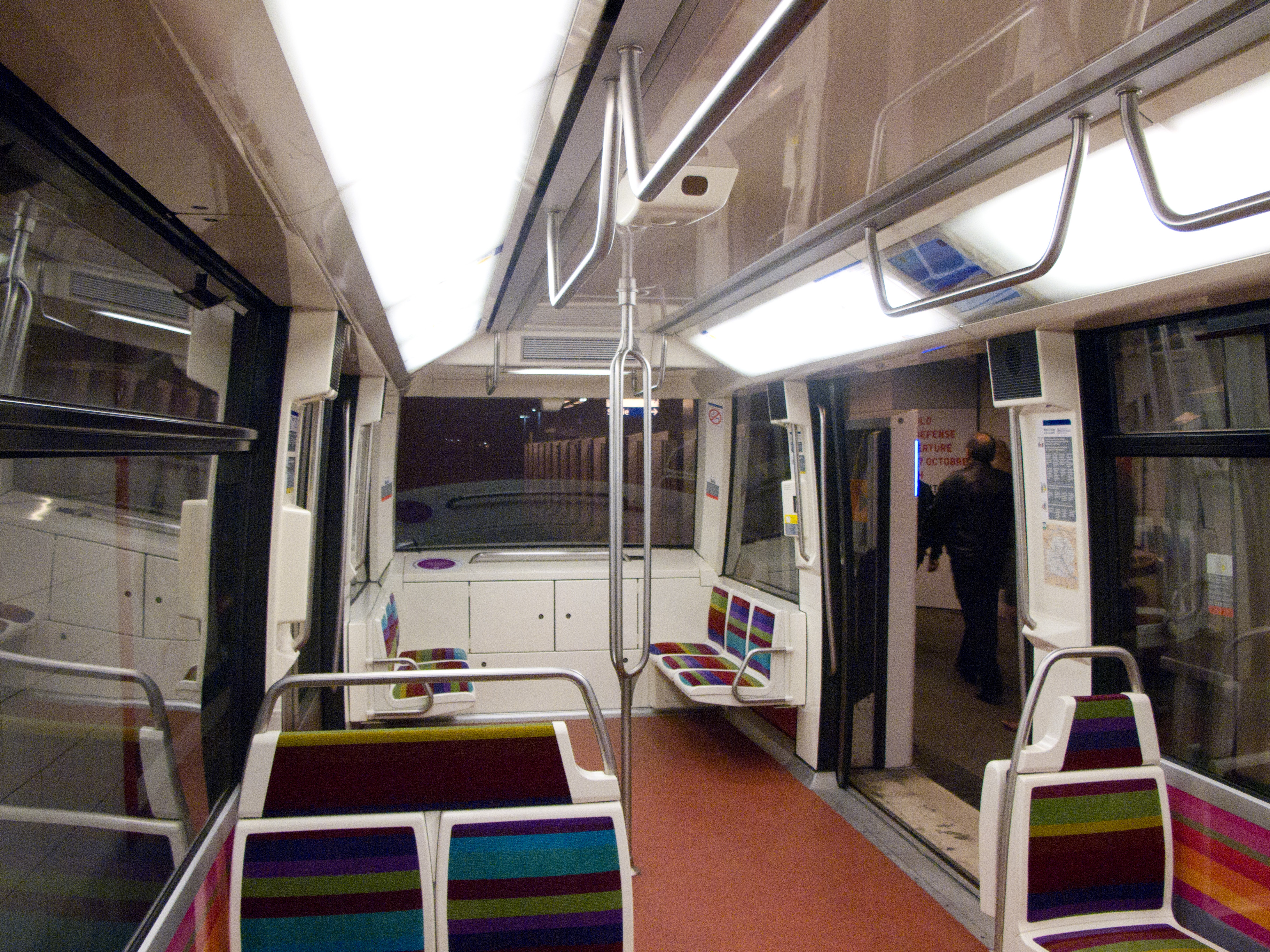
Wnętrze pociągu serii MP 05 (listopad 2011 r.)
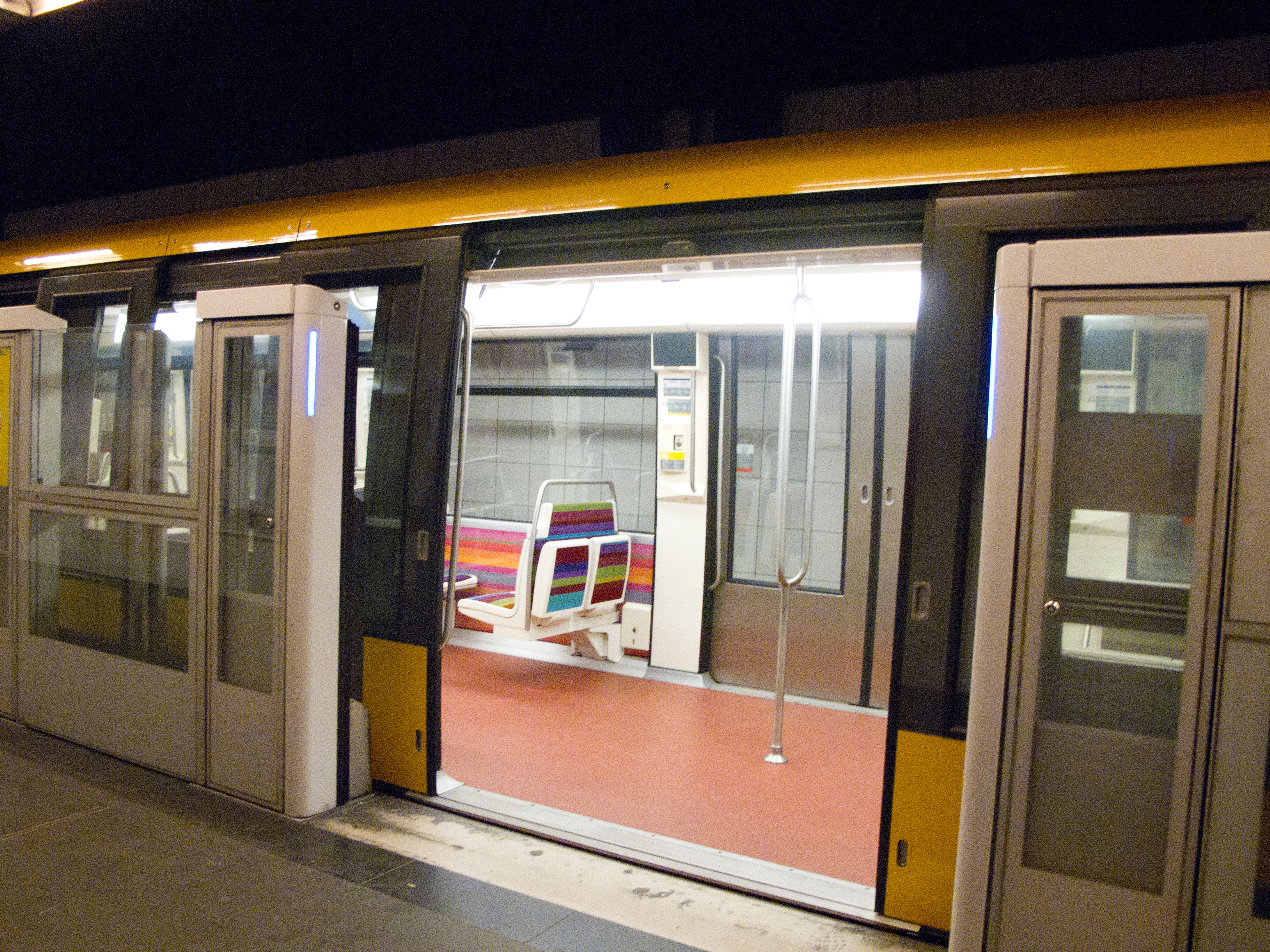
Otwarte drzwi składu MP 05 (listopad 2011 r.)

## Tabor współcześnie
Flota RATP składa się z dwóch rodzajów pociągów:
- składów ogumionych (oznaczenie MP z fr. matériel sur pneumatiques), które kursują po liniach wyposażonych w specjalne betonowe prowadnice;
- składów konwencjonalnych (oznaczenie MF z fr. matériel sur fer), które kursują po standardowych torach.

Do oznaczenia literowego dołączana jest liczba oznaczająca rok zamówienia lub zaprojektowania składu.
| Oznaczenie | Zdjęcie | Lata budowy | Ogółem dostarczonych | Ogółem w eksploatacji | Linie                                                 | Konfiguracja                                     |
| ---------- | ------- | ----------- | -------------------- | --------------------- | ----------------------------------------------------- | ------------------------------------------------ |
| MP 59      |         | 1963-1968   | 100                  | 24                    | : 24 sztuki                                           | M+N+A+M                                          |
| MP 73      |         | 1974–1976   | 50                   | 46                    | : 45 sztuk : 1 sztuka                                 | M+N+A+B+M M+N+A+M                                |
| MP 89      |         | 1997−2000   | 73                   | 73                    | : 52 sztuki : 21 sztuk                                | S+N+N+N+N+S                                      |
| MP 05      |         | 2008-2015   | 60                   | 60                    | : 50 sztuk : 10 sztuk                                 | S+N+N+N+N+S                                      |
| MF 67      |         | 1967-1976   | 290                  | 192                   | : 47 sztuk : 6 sztuk : 60 sztuk : 30 sztuk : 49 sztuk | M+B+NA+B+M M+N+A+B+M S+N+NA+N+S M+N+NA+N+M M+B+M |
| MF 77      |         | 1978-1986   | 197                  | 196                   | : 71 sztuk : 59 sztuk : 66 sztuk                      | M+B+NA+B+M                                       |
| MF 88      |         | 1992–1994   | 9                    | 8                     | : 8 sztuk                                             | M+B+M                                            |
| MF 01      |         | 2008-2016   | 134                  | 134                   | : 44 sztuki : 50 sztuk : 39 sztuk                     | S+N+N+N+S                                        |

 M = wagon silnikowy z kabiną maszynisty, S = wagon doczepny z kabiną maszynisty, N = wagon silnikowy bez kabiny maszynisty dawny 2. klasy, NA = wagon silnikowy bez kabiny maszynisty dawny 1. klasy, A = wagon doczepny dawny 1. klasy, B = wagon doczepny dawny 2. klasy